# Lista över avsnitt av Kalla fakta
Detta är en lista över avsnitt av TV4:s samhällsprogram Kalla fakta. Listan bygger främst på arkivposter i Svensk mediedatabas, textinformation från TV4 och hela avsnitt som gjorts tillgängliga av TV4 via Internet (strömningstjänsterna TV4 Play och YouTube).

## 1991
Under våren 1991 sändes programmet på tisdagar enligt programtablån kl. 21:00-22:00. Under hösten 1991 bytte programmet sändningsdag och sändes på samma tid som under våren men främst på torsdagar.
| Nr                                                                                  | Avsnitt               | Sändes            |
| ----------------------------------------------------------------------------------- | --------------------- | ----------------- |
| 1                                                                                   |                       | 22 januari 1991   |
| Om sovjetiska miniubåtar. Även om Statens invandrarverk. Programledare: Jan Guillou |                       |                   |
| 2                                                                                   | "Kalla fakta special" | 29 januari 1991   |
| Om Kuwaitkriget.                                                                    |                       |                   |
| 3                                                                                   |                       | 5 mars 1991       |
| [ 3 ]                                                                               |                       |                   |
| 4                                                                                   |                       | 19 mars 1991      |
| [ 3 ]                                                                               |                       |                   |
| 5                                                                                   |                       | 7 maj 1991        |
| [ 3 ]                                                                               |                       |                   |
| 6                                                                                   |                       | 14 maj 1991       |
| Om invandring.                                                                      |                       |                   |
| 7                                                                                   | "Kalla fakta special" | 21 maj 1991       |
| Återblickar på vårens avsnitt.                                                      |                       |                   |
| 1                                                                                   |                       | 5 september 1991  |
| [ 3 ]                                                                               |                       |                   |
| 2                                                                                   |                       | 19 september 1991 |
| [ 3 ]                                                                               |                       |                   |
| 3                                                                                   |                       | 3 oktober 1991    |
| [ 3 ]                                                                               |                       |                   |
| 4                                                                                   | "Kalla fakta special" | 10 oktober 1991   |
| [ 3 ]                                                                               |                       |                   |
| 5                                                                                   |                       | 14 oktober 1991   |
| [ 3 ]                                                                               |                       |                   |
| 6                                                                                   |                       | 17 oktober 1991   |
| [ 3 ]                                                                               |                       |                   |
| 7                                                                                   |                       | 31 oktober 1991   |
| [ 3 ]                                                                               |                       |                   |
| 8                                                                                   |                       | 14 november 1991  |
| [ 4 ]                                                                               |                       |                   |
| 9                                                                                   |                       | 28 november 1991  |
| [ 3 ]                                                                               |                       |                   |
| 10                                                                                  | "Kalla fakta special" | 5 december 1991   |
| [ 3 ]                                                                               |                       |                   |
| 11                                                                                  |                       | 12 december 1991  |
| [ 3 ]                                                                               |                       |                   |
| 12                                                                                  |                       | 19 december 1991  |
| [ 3 ]                                                                               |                       |                   |

## 1992
Under våren 1992 sändes programmet på torsdagar enligt programtablån kl. 21:00-22:00. Under hösten 1992 bytte programmet sändningsdag och sändes främst på söndagar enligt programtablån kl. 20:00-21:00 (några avsnitt under rubriken "Kalla fakta special" sändes även på andra veckodagar och tider).
Utöver de avsnitt som listas nedan sändes i TV4 Riks i slutet av augusti 1992 fem avsnitt under rubriken "Det bästa ur Kalla fakta".
| Nr                                                                                            | Avsnitt                                 | Sändes            |
| --------------------------------------------------------------------------------------------- | --------------------------------------- | ----------------- |
| 1                                                                                             |                                         | 23 januari 1992   |
| [ 3 ]                                                                                         |                                         |                   |
| 2                                                                                             |                                         | 6 februari 1992   |
| [ 3 ]                                                                                         |                                         |                   |
| 3                                                                                             |                                         | 20 februari 1992  |
| [ 3 ]                                                                                         |                                         |                   |
| 4                                                                                             |                                         | 27 februari 1992  |
| [ 3 ]                                                                                         |                                         |                   |
| 5                                                                                             |                                         | 12 mars 1992      |
| [ 3 ]                                                                                         |                                         |                   |
| 6                                                                                             |                                         | 26 mars 1992      |
| [ 3 ]                                                                                         |                                         |                   |
| 7                                                                                             |                                         | 9 april 1992      |
| [ 3 ]                                                                                         |                                         |                   |
| 8                                                                                             |                                         | 23 april 1992     |
| [ 3 ]                                                                                         |                                         |                   |
| 9                                                                                             |                                         | 7 maj 1992        |
| [ 3 ]                                                                                         |                                         |                   |
| 1                                                                                             |                                         | 30 augusti 1992   |
| [ 3 ]                                                                                         |                                         |                   |
| 2                                                                                             |                                         | 13 september 1992 |
| [ 3 ]                                                                                         |                                         |                   |
| 3                                                                                             |                                         | 27 september 1992 |
| [ 3 ]                                                                                         |                                         |                   |
| 4                                                                                             | "Kalla fakta special: Svältens Somalia" | 30 september 1992 |
| Om svälten i Somalia. Reportrar: Susanna Edling och Caj Müller.                               |                                         |                   |
| 5                                                                                             |                                         | 11 oktober 1992   |
| [ 3 ]                                                                                         |                                         |                   |
| 6                                                                                             |                                         | 25 oktober 1992   |
| [ 3 ]                                                                                         |                                         |                   |
| 7                                                                                             |                                         | 8 november 1992   |
| [ 3 ]                                                                                         |                                         |                   |
| 8                                                                                             |                                         | 22 november 1992  |
| [ 3 ]                                                                                         |                                         |                   |
| 9                                                                                             | "Kalla fakta special"                   | 6 december 1992   |
| Om arbetslösheten i Sverige. Avsnittet efterföljdes senare på kvällen samma dag av en debatt. |                                         |                   |
| 10                                                                                            | "Kalla fakta special: Jugoslavien"      | 7 december 1992   |
| Om Jugoslavien.                                                                               |                                         |                   |
| 11                                                                                            |                                         | 20 december 1992  |
| [ 3 ]                                                                                         |                                         |                   |

## 1993
Under våren 1993 sändes programmet på söndagar enligt programtablån kl. 21:00-22:00. Under hösten 1993 bytte programmet åter sändningsdag och sändes främst på måndagar enligt programtablån kl. 20:30-21:30.
Utöver de avsnitt som listas nedan sändes i TV4 Riks i januari 1993 fem avsnitt och i slutet av augusti/början av september 1993 fem avsnitt under rubriken "Det bästa ur Kalla fakta".
| Nr    | Avsnitt               | Sändes            |
| ----- | --------------------- | ----------------- |
| 1     |                       | 31 januari 1993   |
| [ 3 ] |                       |                   |
| 2     |                       | 14 februari 1993  |
| [ 3 ] |                       |                   |
| 3     |                       | 28 februari 1993  |
| [ 3 ] |                       |                   |
| 4     |                       | 7 mars 1993       |
| [ 3 ] |                       |                   |
| 5     |                       | 21 mars 1993      |
| [ 3 ] |                       |                   |
| 6     |                       | 4 april 1993      |
| [ 3 ] |                       |                   |
| 7     |                       | 18 april 1993     |
| [ 3 ] |                       |                   |
| 8     |                       | 2 maj 1993        |
| [ 3 ] |                       |                   |
| 9     |                       | 9 maj 1993        |
| [ 3 ] |                       |                   |
| 1     | "Kalla fakta special" | 9 augusti 1993    |
| [ 3 ] |                       |                   |
| 2     |                       | 6 september 1993  |
| [ 3 ] |                       |                   |
| 3     |                       | 13 september 1993 |
| [ 3 ] |                       |                   |
| 4     |                       | 27 september 1993 |
| [ 3 ] |                       |                   |
| 5     |                       | 11 oktober 1993   |
| [ 3 ] |                       |                   |
| 6     |                       | 25 oktober 1993   |
| [ 3 ] |                       |                   |
| 7     |                       | 8 november 1993   |
| [ 3 ] |                       |                   |
| 8     |                       | 22 november 1993  |
| [ 3 ] |                       |                   |
| 9     |                       | 6 december 1993   |
| [ 3 ] |                       |                   |

## 1994
Under våren 1994 sändes programmet på måndagar enligt programtablån kl. 20:35-21:20. Under hösten 1994 bytte programmet åter sändningsdag och sändes främst på tisdagar enligt programtablån kl. 21:20-22:00.
Utöver de avsnitt som listas nedan sändes i TV4 Riks i månadsskiftet januari/februari 1994 fem avsnitt under rubriken "Det bästa ur Kalla fakta" och i september 1994 fem avsnitt under rubriken "På resa med Kalla fakta".
| Nr    | Avsnitt | Sändes            |
| ----- | ------- | ----------------- |
| 1     |         | 7 februari 1994   |
| [ 3 ] |         |                   |
| 2     |         | 14 februari 1994  |
| [ 3 ] |         |                   |
| 3     |         | 21 februari 1994  |
| [ 3 ] |         |                   |
| 4     |         | 28 februari 1994  |
| [ 3 ] |         |                   |
| 5     |         | 7 mars 1994       |
| [ 3 ] |         |                   |
| 6     |         | 14 mars 1994      |
| [ 3 ] |         |                   |
| 7     |         | 21 mars 1994      |
| [ 3 ] |         |                   |
| 8     |         | 28 mars 1994      |
| [ 3 ] |         |                   |
| 1     |         | 27 september 1994 |
| [ 3 ] |         |                   |
| 2     |         | 4 oktober 1994    |
| [ 3 ] |         |                   |
| 3     |         | 11 oktober 1994   |
| [ 3 ] |         |                   |
| 4     |         | 18 oktober 1994   |
| [ 3 ] |         |                   |
| 5     |         | 25 oktober 1994   |
| [ 3 ] |         |                   |
| 6     |         | 1 november 1994   |
| [ 3 ] |         |                   |
| 7     |         | 14 november 1994  |
| [ 3 ] |         |                   |
| 8     |         | 22 november 1994  |
| [ 3 ] |         |                   |
| 9     |         | 29 november 1994  |
| [ 3 ] |         |                   |
| 10    |         | 6 december 1994   |
| [ 3 ] |         |                   |

## 1995
Under våren 1995 sändes programmet på tisdagar enligt programtablån kl. 21:20-22:00. Under hösten 1995 bytte programmet åter sändningsdag och sändes på söndagar enligt programtablån kl. 21:20-22:00 (förutom höstsäsongens inledande och avslutande avsnitt, som sändes kl. 20:50-22:00).
| Nr | Avsnitt | Sändes            |
| --- | ------- | ----------------- |
| 1 |         | 24 januari 1995   |
| [ 3 ] |         |                   |
| 2 |         | 31 januari 1995   |
| [ 3 ] |         |                   |
| 3 |         | 7 februari 1995   |
| [ 3 ] |         |                   |
| 4 |         | 14 februari 1995  |
| [ 3 ] |         |                   |
| 5 |         | 21 februari 1995  |
| [ 3 ] |         |                   |
| 6 |         | 7 mars 1995       |
| [ 3 ] |         |                   |
| 7 |         | 14 mars 1995      |
| [ 3 ] |         |                   |
| 8 |         | 21 mars 1995      |
| [ 3 ] |         |                   |
| 9 |         | 18 april 1995     |
| [ 3 ] |         |                   |
| 10 |         | 25 april 1995     |
| [ 3 ] |         |                   |
| 1 |         | 24 september 1995 |
| Om förlisningen av färjan M/S Estonia. Reporter: Thomas Kanger. Även ett tyskt reportage om en svensk som i en dykexpedition försökte få upp sin avlidna hustrus kropp från Estonia-vraket. Efterföljande diskussion med bl.a. kommunikationsminister Ines Uusmann. |         |                   |
| 2 |         | 1 oktober 1995    |
| [ 3 ] |         |                   |
| 3 |         | 8 oktober 1995    |
| [ 3 ] |         |                   |
| 4 |         | 15 oktober 1995   |
| [ 3 ] |         |                   |
| 5 |         | 22 oktober 1995   |
| [ 3 ] |         |                   |
| 6 |         | 29 oktober 1995   |
| [ 3 ] |         |                   |
| 7 |         | 5 november 1995   |
| [ 3 ] |         |                   |
| 8 |         | 12 november 1995  |
| [ 3 ] |         |                   |
| 9 |         | 19 november 1995  |
| [ 3 ] |         |                   |
| 10 |         | 26 november 1995  |
| [ 3 ] |         |                   |
| 11 |         | 3 december 1995   |
| [ 3 ] |         |                   |
| 12 |         | 10 december 1995  |
| [ 3 ] |         |                   |
| 13 |         | 17 december 1995  |
| [ 3 ] |         |                   |

## 1996
Under våren 1996 sändes programmet på söndagar enligt programtablån främst kl. 21:00-22:00 till och med 7 april, därefter kl. 21:20-22:00. Under hösten 1996 bytte programmet åter sändningsdag och sändes på tisdagar enligt programtablån kl. 21:00-22:00.
| Nr | Avsnitt | Sändes            |
| --- | ------- | ----------------- |
| 1 |         | 3 mars 1996       |
| [ 3 ] |         |                   |
| 2 |         | 10 mars 1996      |
| [ 3 ] |         |                   |
| 3 |         | 17 mars 1996      |
| [ 3 ] |         |                   |
| 4 |         | 24 mars 1996      |
| [ 3 ] |         |                   |
| 5 |         | 31 mars 1996      |
| [ 3 ] |         |                   |
| 6 |         | 7 april 1996      |
| [ 3 ] |         |                   |
| 7 |         | 21 april 1996     |
| [ 3 ] |         |                   |
| 8 |         | 28 april 1996     |
| [ 3 ] |         |                   |
| 9 |         | 5 maj 1996        |
| [ 3 ] |         |                   |
| 10 |         | 12 maj 1996       |
| [ 3 ] |         |                   |
| 11 |         | 19 maj 1996       |
| [ 3 ] |         |                   |
| 12 |         | 26 maj 1996       |
| [ 3 ] |         |                   |
| 1 |         | 17 september 1996 |
| Om moralen inom bankväsendet efter 1980-talet. Även ett reportage om användning av dold kamera i amerikanska samhällsmagasin i TV. Reporter: Jan Scherman. Utöver detta även om en person i Estonias personal som överlevde förlisningen och som efter detta arbetar på Estonias systerfartyg, Mare Balticum. |         |                   |
| 2 |         | 24 september 1996 |
| [ 3 ] |         |                   |
| 3 |         | 1 oktober 1996    |
| [ 3 ] |         |                   |
| 4 |         | 8 oktober 1996    |
| [ 3 ] |         |                   |
| 5 |         | 15 oktober 1996   |
| [ 3 ] |         |                   |
| 6 |         | 22 oktober 1996   |
| [ 3 ] |         |                   |
| 7 |         | 5 november 1996   |
| [ 3 ] |         |                   |
| 8 |         | 12 november 1996  |
| [ 3 ] |         |                   |
| 9 |         | 19 november 1996  |
| [ 3 ] |         |                   |
| 10 |         | 26 november 1996  |
| [ 3 ] |         |                   |
| 11 |         | 3 december 1996   |
| [ 3 ] |         |                   |
| 12 |         | 10 december 1996  |
| [ 3 ] |         |                   |

## 1997
Under 1997 sändes programmet på tisdagar enligt programtablån främst kl. 21:00-22:00 till och med 18 november; därefter sändes programmet kl. 21:10-22:00.
| Nr | Avsnitt | Sändes            |
| --- | ------- | ----------------- |
| 1 |         | 4 februari 1997   |
| [ 3 ] |         |                   |
| 2 |         | 11 februari 1997  |
| [ 3 ] |         |                   |
| 3 |         | 18 februari 1997  |
| [ 3 ] |         |                   |
| 4 |         | 25 februari 1997  |
| [ 3 ] |         |                   |
| 5 |         | 4 mars 1997       |
| [ 3 ] |         |                   |
| 6 |         | 11 mars 1997      |
| [ 3 ] |         |                   |
| 7 |         | 25 mars 1997      |
| [ 3 ] |         |                   |
| 8 |         | 15 april 1997     |
| [ 3 ] |         |                   |
| 9 |         | 22 april 1997     |
| [ 3 ] |         |                   |
| 10 |         | 29 april 1997     |
| [ 3 ] |         |                   |
| 11 |         | 6 maj 1997        |
| [ 3 ] |         |                   |
| 12 |         | 13 maj 1997       |
| [ 3 ] |         |                   |
| 13 |         | 20 maj 1997       |
| [ 3 ] |         |                   |
| 1 |         | 16 september 1997 |
| Om en journalist som tog anställning som "värdinna" på en porrklubb. Reportrar: Christer Nordin och Kerstin Persdotter. Även om Moskva. Reporter: Elisabeth Hedborg |         |                   |
| 2 |         | 23 september 1997 |
| Om storviltsjakt i Sydafrika. Reporter: Per Lorenzon. Även om en person som länge försökt köpa loss sin kolonilott. Reporter: Bim Enström |         |                   |
| 3 |         | 30 september 1997 |
| Om personer som begår självmord genom att lägga eller ställa sig framför ett tåg. Reporter: Thomas Kanger. Även om ungdomars läskunskaper i Katrineholm. Reporter: Thomas Kanger. Dessutom om matematikern Hans Rullgård och en skola i England inriktad på begåvade barn. Reportrar: Gunwor Andersson och Staffan Ahlström |         |                   |
| 4 |         | 7 oktober 1997    |
| Om en man som utvandrat från Sverige till Nya Zeeland. Reporter: Göran Ellung. Även om ett par som flyttade från Härnösand till Førde i Norge. Reporter: Kerstin Persdotter |         |                   |
| 5 |         | 14 oktober 1997   |
| Om mjölåtgång hos pizzabagare. Reporter: Bim Enström. Även om människohandel i Europa, specifikt om en polsk kvinna som istället för utlovat arbete som barnflicka hamnade på en bordell i Nederländerna. Reporter: Eva Ekelöf                                                                                              |         |                   |
| 6 |         | 21 oktober 1997   |
| [ 3 ] |         |                   |
| 7 |         | 4 november 1997   |
| [ 3 ] |         |                   |
| 8 |         | 11 november 1997  |
| [ 3 ] |         |                   |
| 9 |         | 18 november 1997  |
| [ 3 ] |         |                   |
| 10 |         | 25 november 1997  |
| Om våld bland ungdomar och specifikt bland flickor. Även om EU:s textilkvoter och hur dessa påverkar vad svenska konsumenter betalar för kläder. Reporter: Kajsa Stål |         |                   |
| 11 |         | 2 december 1997   |
| Om järnvägen utmed Sveriges västkust och tunneln genom Hallandsåsen. Reporter: Erik Tjernström. Även om en person som vann över 9 miljoner kronor på Måltipset. Reporter: Pär Lorentzon. Dessutom om ett behandlingshem för spelmissbrukare. Reporter: Christer Nordin                                                      |         |                   |
| 12 |         | 9 december 1997   |
| Om personer i äldrevården som medicineras för att inte vara till besvär. Reportrar: Kerstin Persdotter och Nils Hanson. Även om ett svenskt par som åkte till Finland för att bli med barn genom äggdonation. Dessutom om fornlämningen Ale stenar på Österlen. Reporter: Christer Nordin                                   |         |                   |

## 1998
Under våren 1998 sändes programmet på tisdagar enligt programtablån kl. 21:00-22:00. Även hösten 1998 sändes programmet på tisdagar, men sändningstiden enligt programtablån var kl. 21:00-21:30.
Utöver vår- och höstsäsongernas avsnitt sändes även ett "Kalla fakta special"-avsnitt 11 juni 1998, kl. 20:00-21:00.
| Nr | Avsnitt               | Sändes            |
| --- | --------------------- | ----------------- |
| 1 |                       | 10 februari 1998  |
| [ 3 ] |                       |                   |
| 2 |                       | 17 februari 1998  |
| Om Europols rätt att registrera privata personuppgifter. Reporter: Thomas Kanger. Därefter debatt i studion med justitieminister Laila Freivalds och Miljöpartiets språkrör Birger Schlaug. Även om argumenten i debatten om den svenska vargstammen. Reporter: Pär Lorentzon |                       |                   |
| 3 |                       | 24 februari 1998  |
| Om ungdomar i Fittja utanför Stockholm. Reporter: Karin Swärd. Även om en språkförskola i Fittja. Reporter: Therese Fjellman. Dessutom om huruvida regeringens särskilda undersökningar bör undersöka invandrares umgängesvanor och invandrares kostnad för det svenska samhället. Reportrar: Fredric Malmberg och Martin Wicklin                                                            |                       |                   |
| 4 |                       | 3 mars 1998       |
| Fortsättning av en tidigare granskning (avsnittet sänt 9 december 1997), om medicinering inom äldrevården. Reporter: Kerstin Persdotter. Även om vad polisens nolltolerans innebär i praktiken, med inslag från en polis kamp mot två MC-klubbar i Västerås. Reporter: Anna-Lena Lodenius. Dessutom om en ensamstående mamma, vars företag gick i konkurs. Reporter: Bim Enström             |                       |                   |
| 5 |                       | 10 mars 1998      |
| [ 3 ] |                       |                   |
| 6 |                       | 31 mars 1998      |
| [ 3 ] |                       |                   |
| 7 |                       | 14 april 1998     |
| Om att vissa av de värdefulla tavlor som ska finnas i statliga myndigheters lokaler är försvunna. Reportrar: Christer Nordin och Susanne Gröndal. Även om en svårt cancersjuk fängelsedömd person som fått avslag på sin nådeansökan av regeringen. Reporter: Dick Sundevall. Dessutom om omständigheterna bakom dåvarande utrikesminister Lennart Bodströms avgång. Reporter: Thomas Kanger |                       |                   |
| 8 |                       | 21 april 1998     |
| Om en före detta nynazist som startat en avhopparjour för unga nynazister. Reporter: Lottie Cronestrand. Även om Ku Klux Klan, som söker anhängare bland ungdomar och barn, och hur ämnet historia hanteras i dagens skola. Reporter: Thomas Kanger |                       |                   |
| 9 |                       | 28 april 1998     |
| Om nya former av kontokortsbedrägerier. Reporter: Karin Swärd. Även om kriminella gäng i Kapstadens förstäder och invånare som börjat ta lagen i egna händer. Reporter: Erik Dalunde. Dessutom om anklagelser om att svensk polis begår övergrepp och brutalitet; reportrar följer närpolisens arbete i Södertälje under några nattpass. Reportrar: Pär Lorentzon och Don Jåma               |                       |                   |
| 10 |                       | 5 maj 1998        |
| Om människor som blir sjuka av inomhusklimatet i hemmet. Reporter: Bim Enström. Även om planer för nya stormarknader i Skåne. Reporter: Calle Magnell. Dessutom om att även köpcentra har svårt att konkurrera med stormarknader, med inslag från Brandbergens köpcentrum söder om Stockholm. Reporter: Christer Nordin                                                                      |                       |                   |
| 11 |                       | 12 maj 1998       |
| Om särbehandling och diskriminering av personer som är smittade med HIV eller är aidssjuka. Reporter: Karin Swärd. Även ett inslag med en av två unga män som friats i fallet med en våldtäkt mot en 17-årig flicka i Södertälje. Reporter: Lottie Cronestrand. Dessutom om ett barnhem i Afrika dit HIV-smittade mödrar lämnar sina barn. Reporter: Stefan Borg                             |                       |                   |
| 12 |                       | 19 maj 1998       |
| Om en 80-årig kvinna som dog på ett sjukhem i Barkarby norr om Stockholm. Reporter: Kerstin Persdotter. Även om att den svenska offentlighetsprincipen är på väg att urholkas och detta på grund av Scientologirörelsen i USA. Reporter: Sven Bergman och Joachim Dyfvermark. Dessutom uppföljning av några av vårens granskningar. Reporter: Christer Nordin                                |                       |                   |
| 13 | "Kalla fakta special" | 11 juni 1998      |
| Om elever i årskurs nio som inte kommer att få godkänt i kärnämnena. Reportrar: Thomas Kanger och Mattias Ottosson. Även om gymnasieskolans industriprogram, som arbetsgivare är missnöjda med och därför startar egna industrigymnasier. Reporter: Micael Kallin. Dessutom om företag som säljer kurser och studiematerial inför Högskoleprovet. Reporter: Andreas Haglind                  |                       |                   |
| 1 |                       | 22 september 1998 |
| Om den svenska narkotikapolitiken. |                       |                   |
| 2 |                       | 29 september 1998 |
| Om Prozac-liknande mediciners utbredning i samhället. |                       |                   |
| 3 |                       | 6 oktober 1998    |
| Om en revolver som Christer Pettersson kan ha haft tillgång till natten då statsminister Olof Palme mördades. Reporter: Stig Edling |                       |                   |
| 4 |                       | 13 oktober 1998   |
| [ 3 ] |                       |                   |
| 5 |                       | 20 oktober 1998   |
| Om huruvida invandrare diskrimineras i svenska domstolar. Reporter: Dick Sundevall |                       |                   |
| 6 |                       | 27 oktober 1998   |
| Om hur EU:s passfria union fungerar när två reportrar sänds ut på resa i Europa. Reportrar: Fredrick Malmberg och Martin Wicklin |                       |                   |
| 7 |                       | 3 november 1998   |
| Om personer med utvecklingsstörning i fängelse. Reporter: Karin Swärd |                       |                   |
| 8 |                       | 10 november 1998  |
| Ämne: "Den goda döden?". Reportrar: Christer Nordin och Staffan Ahlström |                       |                   |
| 9 |                       | 17 november 1998  |
| Om de norrbottniska byarna Porjus och Vuollerims öde. Reportrar: Thomas Kanger och Staffan Ahlström |                       |                   |
| 10 |                       | 24 november 1998  |
| Ämne: ”Flickorna från barnhemmet”. Reporter: Annamaria Dahlöf |                       |                   |
| 11 |                       | 1 december 1998   |
| Ämne: ”Tusen och en kund”. Reportrar: Trond Sefastsson och Fredrik Undevik |                       |                   |
| 12 |                       | 8 december 1998   |
| Om datoriseringen av svenska skolor. |                       |                   |
| 13 |                       | 15 december 1998  |
| [ 3 ] |                       |                   |

## 1999
Under år 1999 bytte programmet åter sändningsdag, denna gång till söndagar, och fortsatte de enligt programtablån halvtimmeslånga programmen, men med ny sändningstid kl. 20:30-21:00 med ett par undantag (vårsäsongens första avsnitt var ett entimmesavsnitt och ett av höstsäsongens avsnitt sändes en halvtimme senare).
| Nr | Avsnitt | Sändes            |
| --- | ------- | ----------------- |
| 1 |         | 17 januari 1999   |
| Om Ted Gärdestad. |         |                   |
| 2 |         | 24 januari 1999   |
| Om våld mot homosexuella i Sverige. Reporter: Micael Kallin |         |                   |
| 3 |         | 31 januari 1999   |
| Om lagen som förbjuder köp av sexuella tjänster. Reportrar: Annamaria Dahlöf, Martin Wicklin och Bim Enström                                                          |         |                   |
| 4 |         | 7 februari 1999   |
| Om hur en bygd kan överleva trots motgångar. Reporter: Karin Swärd |         |                   |
| 5 |         | 14 februari 1999  |
| Om anhöriga till personer som omkom i Estoniakatastrofen. Reportrar: Christer Nordin, Karin Swärd och Trond Sefastsson                                                |         |                   |
| 6 |         | 21 februari 1999  |
| Om en sjukhuschef som anklagas för att medvetet ha låtit patienter dö vid ett svenskt sjukhus för utvecklingsstörda under andra världskriget. Reporter: Thomas Kanger |         |                   |
| 7 |         | 28 februari 1999  |
| Om ett företag vars flytt från Sverige till Portugal underlättas av EU-medel. Reporter: Gunnar Ljunggren                                                              |         |                   |
| 8 |         | 7 mars 1999       |
| [ 3 ] |         |                   |
| 9 |         | 14 mars 1999      |
| Om ett par som fick avslag när de ville adoptera en pojke från Bulgarien. Reporter: Cicci Renström Suurna                                                             |         |                   |
| 10 |         | 21 mars 1999      |
| Om dopningsdrogen EPO. Reportrar: Robert Perlskog och Patrik Bauer |         |                   |
| 11 |         | 28 mars 1999      |
| Om Hollyhammar, en satsning på TV-inspelningar i Hallstahammar. Reporter: Christer Nordin                                                                             |         |                   |
| 12 |         | 11 april 1999     |
| Om huruvida det är fler risktagande entreprenörer som behövs för att lösa Sveriges ekonomiska problem.                                                                |         |                   |
| 13 |         | 18 april 1999     |
| Om personer som gått från a-kassa till socialhjälp. |         |                   |
| 14 |         | 25 april 1999     |
| Om diskoteksbranden i Göteborg 1998. |         |                   |
| 15 |         | 2 maj 1999        |
| Om krigsnyheter och deras sanningshalt. |         |                   |
| 16 |         | 9 maj 1999        |
| Om åldersdiskriminering. |         |                   |
| 17 |         | 16 maj 1999       |
| Ämne: "Tusen och en natt på kåken". |         |                   |
| 1 |         | 19 september 1999 |
| Om utpressning under hot från kriminella. |         |                   |
| 2 |         | 26 september 1999 |
| Om den så kallade "HIV-mannen". |         |                   |
| 3 |         | 3 oktober 1999    |
| Om hur fackförbunden placerar pengarna i sina strejkkassor. |         |                   |
| 4 |         | 10 oktober 1999   |
| Om hur ensamkommande flyktingbarn behandlas i Sverige. |         |                   |
| 5 |         | 17 oktober 1999   |
| Om marknaden för plastikkirurgi och om utseendefixering. |         |                   |
| 6 |         | 24 oktober 1999   |
| Om avfolkningsdebatten och reportage från byn Osebol i Torsby kommun i norra Värmland.                                                                                |         |                   |
| 7 |         | 31 oktober 1999   |
| [ 3 ] |         |                   |
| 8 |         | 7 november 1999   |
| Om centrala och östra Europa tio år efter Berlinmurens fall. Reporter: Gellert Tamas                                                                                  |         |                   |
| 9 |         | 14 november 1999  |
| [ 3 ] |         |                   |
| 10 |         | 21 november 1999  |
| [ 3 ] |         |                   |
| 11 |         | 28 november 1999  |
| Om de sovjetiska Gulag-lägren. |         |                   |
| 12 |         | 5 december 1999   |
| [ 3 ] |         |                   |
| 13 |         | 12 december 1999  |
| [ 3 ] |         |                   |
| 14 |         | 19 december 1999  |
| [ 3 ] |         |                   |

## 2000
Under vårsäsongen år 2000 fortsatte programmet att sändas på söndagar enligt programtablån kl. 20:30-21:00. I och med säsongsstarten hösten 2000 bytte programmet sändningsdag till torsdagar och fick förlängd ordinarie sändningstid till enligt programtablån kl. 20:00-21:00.
Programledare för de sjutton avsnitt som sändes under vårsäsongen år 2000 var Kajsa Stål.
| Nr | Avsnitt                                                                         | Sändes            |
| --- | ------------------------------------------------------------------------------- | ----------------- |
| 1 | "Dömd för livet"                                                                | 23 januari 2000   |
| Om frågetecken kring en livstidsdom för medhjälp till ett mord på en Stockholmskrog sommaren 1998. Reporter: Trond Sefastsson                                                                      |                                                                                 |                   |
| 2 | "De kallar oss tattare"                                                         | 30 januari 2000   |
| Om svenska myndigheters behandling av dem som stämplades som "tattare" i mitten av 1900-talet. Reporter: Thomas Kanger                                                                             |                                                                                 |                   |
| 3 |                                                                                 | 6 februari 2000   |
| Om språkutbildningsföretaget EF Education First och utbytesstudenter. |                                                                                 |                   |
| 4 |                                                                                 | 13 februari 2000  |
| [ 3 ] |                                                                                 |                   |
| 5 | "Öga för öga - kattungar som försöksdjur"                                       | 20 februari 2000  |
| Om kontroversiella djurförsök. Reporter: Martin Wicklin |                                                                                 |                   |
| 6 | "Börja om från början"                                                          | 27 februari 2000  |
| Om glesbygdsorten Töcksfors i Värmland. |                                                                                 |                   |
| 7 | "Rimligt tvivel 2 - Hjälp att minnas"                                           | 5 mars 2000       |
| Fortsättning på en tidigare granskning (avsnittet sänt 23 januari 2000), om en man dömd till livstids fängelse. Reporter: Trond Sefastsson                                                         |                                                                                 |                   |
| 8 | "Fredens offer - ryssutlämningen"                                               | 12 mars 2000      |
| Om de ryska soldater som sändes tillbaka till Sovjetunionen i den s.k. ryssutlämningen. Reporter: Elisabeth Hedborg                                                                                |                                                                                 |                   |
| 9 | "Daniels död"                                                                   | 19 mars 2000      |
| Om en tvångsomhändertagen 14-årig pojke som 1992 dog i sitt fosterhem. Reporter: Karl Olov Larsson                                                                                                 |                                                                                 |                   |
| 10 | "Porrkungen på börsen"                                                          | 26 mars 2000      |
| Om det svenska pornografiföretaget Privates introduktion på börsen. Reporter: Niclas Lövkvist |                                                                                 |                   |
| 11 | "Resa i Haiderrike"                                                             | 2 april 2000      |
| Om den österrikiske politikern Jörg Haider och partiet FPÖ. Reporter: Gellert Tamas |                                                                                 |                   |
| 12 | "De rikaste"                                                                    | 9 april 2000      |
| Om svenska mångmiljonärer. Reporter: Karin Swärd |                                                                                 |                   |
| 13 | "Skola för alla"                                                                | 16 april 2000     |
| Om elever som har svårt att jobba i stor grupp. Reporter: Lottie Cronestrand |                                                                                 |                   |
| 14 | "Beska droppar"                                                                 | 30 april 2000     |
| Om Systembolagets importmonopol. Reporter: Fredrik Lundberg |                                                                                 |                   |
| 15 | "Flykten från verkligheten"                                                     | 7 maj 2000        |
| Om missbruksvården. |                                                                                 |                   |
| 16 | "12 spänn i timmen"                                                             | 14 maj 2000       |
| Om invandrare som utnyttjas och diskrimineras på sina arbetsplatser i Sverige. |                                                                                 |                   |
| 17 | "Farliga förbindelser"                                                          | 21 maj 2000       |
| Om kändisfester arrangerade av Micael Bindefeld. Reporter: Karin Swärd |                                                                                 |                   |
| 1 |                                                                                 | 14 september 2000 |
| Om dykexpeditionen till M/S Estonias vrak i Östersjön. |                                                                                 |                   |
| 2 | "Räddad - men sen då? / Drömmen om det stora klippet"                           | 21 september 2000 |
| Om personer som drabbats av en omfattande hjärnskada. Även om börsspekulation. |                                                                                 |                   |
| 3 | "En nazist abdikerar / "                                                        | 28 september 2000 |
| Om Anders Högström, f.d. ledare för Nationalsocialistisk front, som hoppat av. Reporter: Alice Bah. Även om den svenska filmbranschen. Reporter: Karin Swärd.                                      |                                                                                 |                   |
| 4 | "Men män då! / Drömmen om det stora klippet - 2"                                | 5 oktober 2000    |
| Om män som genomgår skönhetsoperationer. Även fortsättning från en tidigare granskning (avsnittet sänt 21 september 2000), om s.k. ”börsstress”. Reporter: Lennart Ekdal                           |                                                                                 |                   |
| 5 | "Magen i vägen / Men hemma bäst?"                                               | 12 oktober 2000   |
| Om gravida kvinnor som diskrimineras av sina arbetsgivare. Även om barn som istället för att gå i vanlig skola får undervisning hemma av sina föräldrar.                                           |                                                                                 |                   |
| 6 | "Vilket hundliv / Kontakter eller kontanter"                                    | 19 oktober 2000   |
| Om handeln med hundar i Sverige. Reporter: Karin Swärd. Även om bostadsmarknaden i Stockholm. Reporter: Bim Enström                                                                                |                                                                                 |                   |
| 7 |                                                                                 | 26 oktober 2000   |
| [ 3 ] |                                                                                 |                   |
| 8 | "Domen om mobbningen / Det är jag som finns"                                    | 2 november 2000   |
| Om ett aktuellt rättsfall om mobbning i skolan. Reporter: Alice Bah, Maria Bergvall och Trond Sefastsson. Även om en överlevande från diskoteksbranden i Göteborg 1998. Reporter: Malou von Sivers |                                                                                 |                   |
| 9 |                                                                                 | 16 november 2000  |
| Om Microsofts VD Steve Ballmer på Sverige-besök och om föreläsarna Kjell A. Nordström och Jonas Ridderstråle. Reporter: Lennart Ekdal                                                              |                                                                                 |                   |
| 10 | "Kränkande förnedrings-tv eller bred familjeunderhållning? / Ståupp i rullstol" | 23 november 2000  |
| Om svenska dokusåpor, specifik programmet Big Brother. Reportrar: Joachim Dyfvermark och Sven Bergman. Även om ståuppkomikern Jesper Odelberg. Reporter: Karin Swärd                               |                                                                                 |                   |

## 2001
Under år 2001 sändes programmet på torsdagar enligt programtablån kl. 20:00-21:00. Det enda undantaget från detta var avsnittet av "Kalla fakta special" sänt 27 september 2001, som var en direktsänd partiledardebatt kl. 20:00-22:00.
| Nr | Avsnitt                                                   | Sändes            |
| --- | --------------------------------------------------------- | ----------------- |
| 1 | "P-pillrets pris / EQ på schemat"                         | 8 februari 2001   |
| Om biverkningar av p-piller. Reporter: Joachim Dyfvermark. Även om EQ i skolan. Reportrar: Tina Magnergård och Maria Bergvall                                                                                        |                                                           |                   |
| 2 | "Vapnen mitt ibland oss / När ketchupen kom till byn"     | 15 februari 2001  |
| Om var illegala vapen i Sverige kommer från. Reportrar: Lennart Ekdal, Pär Lorentson och Facundo Unia. Även om en by i Ukraina med många svenskättlingar.                                                            |                                                           |                   |
| 3 | "Könshandeln på nätet"                                    | 22 februari 2001  |
| Om försäljning av sexuella tjänster via Internet. Reporter: Karin Swärd |                                                           |                   |
| 4 | "Gräsrötternas Attac / Var kommer barnen in?"             | 1 mars 2001       |
| Om rörelsen Attac. Reporter: Fredrick Malmberg. Även om barn vars ena förälder utvisats på grund av brott. Reporter: Dick Sundevall                                                                                  |                                                           |                   |
| 5 | "Rättvisan inför rätta / Männens bank och kvinnornas"     | 15 mars 2001      |
| Fortsättning på granskningen från 5 mars 2000, om en man dömd till livstids fängelse. Reporter: Trond Sefastsson. Även om banken Grameen Bank.                                                                       |                                                           |                   |
| 6 |                                                           | 5 april 2001      |
| Om John Ausonius/"Lasermannen". |                                                           |                   |
| 7 | "Kriget mot tobaksjättarna / Männens bank och kvinnornas" | 12 april 2001     |
| Om en rättslig tvist mellan tobaksbolag och EU gällande cigarettsmuggling. Reporter: Lennart Ekdal. Även om banken Grameen Bank. Reporter: Bim Enström                                                               |                                                           |                   |
| 8 |                                                           | 19 april 2001     |
| Om telekomföretaget Ericsson. Reportrar: Bim Enström och Lennart Ekdal. Även fortsättning av en tidigare granskning (avsnittet sänt 8 februari 2001), om risker med p-piller. Reporter: Joachim Dyfvermark           |                                                           |                   |
| 9 |                                                           | 3 maj 2001        |
| [ 3 ] |                                                           |                   |
| 10 | "Farlig festival / "                                      | 10 maj 2001       |
| Om olyckan på Roskildefestivalen sommaren 2000, då nio personer klämdes till döds. Reporter: Fredrik Lundberg. Även om svenska uppfinningar och om industrispionage. Reportrar: Björn Becksmo och Joachim Dyfvermark |                                                           |                   |
| 11 | "Svek, lögner och en våldsman / Bo de luxe"               | 17 maj 2001       |
| Om en familj som fick ångra att de öppnade sitt hem för dömd våldsbrottsling. Reporter: Sven Bergman. Även om dyra bostadsrätter som byggs trots bostadsbrist. Reporter: Bim Enström                                 |                                                           |                   |
| 12 | "Nazisten och poliserna / Pengarna i sjön"                | 31 maj 2001       |
| Om Niclas Löfdahl, grundare av fängelsegänget Ariska brödraskapet. Reporter: Richard Aschberg. Även om båtar som klassas som handelsfartyg trots att de nyttjas av privatpersoner. Reporter: Fredrik Laurin          |                                                           |                   |
| 1 |                                                           | 13 september 2001 |
| Direktsänt avsnitt om 11 september-attackerna i USA. |                                                           |                   |
| 2 |                                                           | 20 september 2001 |
| Om brister inom den svenska köttindustrin. Reportrar: Sven Bergman och Joachim Dyfvermark. Även utdrag ur den franska dokumentären "Ett folk i talibanernas våld".                                                   |                                                           |                   |
| 3 | "Kalla fakta special: Partiledardebatt"                   | 27 september 2001 |
| Direktsänd partiledardebatt. |                                                           |                   |
| 4 |                                                           | 4 oktober 2001    |
| Om narkotikamissbruk på jobbet och i Europa. |                                                           |                   |
| 5 |                                                           | 11 oktober 2001   |
| Om människohandel med kvinnor som förs till Sverige från Estland. Reporter: Richard Aschberg |                                                           |                   |
| 6 | "Leva och dö - i ensamhet"                                | 18 oktober 2001   |
| Om ensamhushåll i Sverige. Reporter: Karin Swärd |                                                           |                   |
| 7 |                                                           | 25 oktober 2001   |
| Om överviktiga barn i Sverige. Reporter: Bim Enström |                                                           |                   |
| 8 | "Den sladdlösa faran"                                     | 1 november 2001   |
| Om befarade hälsorisker med strålning vid användning av mobiltelefoner. Reporter: Lennart Ekdal |                                                           |                   |
| 9 | "Kriminella bostadsaffärer / Fortsatt djurmisshandel"     | 15 november 2001  |
| Om svarthandel med bostäder i Stockholm. Reportrar: Bim Enström och Sara Mostafavi. Även fortsättning av en tidigare granskning (avsnittet sänt 20 september 2001), om den svenska slakteribranschen.                |                                                           |                   |
| 10 | "Det godtyckliga rättssamhället"                          | 22 november 2001  |
| Om att två bröder ska ha blivit felaktigt dömda för mord. Reporter: Trond Sefastsson |                                                           |                   |
| 11 | "Om rasism inom polisen / Tillbaka till livet"            | 29 november 2001  |
| Om förekomst av rasism inom polisen i Sverige. Reporter: Richard Aschberg. Även om tiden efter en hjärnblödning. Reporter: Bim Enström                                                                               |                                                           |                   |
| 12 |                                                           | 6 december 2001   |
| Om e-handelsföretaget Boo.com. Reporter: Lennart Ekdal |                                                           |                   |

## 2002
Under år 2002 sändes programmet på torsdagar enligt programtablån kl. 20:00-21:00, med endast mindre avvikelser.
| Nr | Avsnitt                                                         | Sändes            |
| --- | --------------------------------------------------------------- | ----------------- |
| 1 |                                                                 | 24 januari 2002   |
| Om utländska au pairer som kommer till Sverige och arbetar långa dagar till låg lön. Reporter: Fredrik Laurin. Även fortsättning av en tidigare granskning (avsnittet sänt 15 november 2001), om den svenska slakteribranschen. Reportrar: Joachim Dyfvermark och Sven Bergman     |                                                                 |                   |
| 2 | "Chefen ser dig / Inlåst utan dom"                              | 7 februari 2002   |
| Om arbetsgivares möjligheter att övervaka anställdas användning av Internet och e-post. Reportrar: Sara Mostafavi och Ola Christoffersson. Även om psykiskt sjuka patienter som placeras tillsammans med personer dömda för bl.a. våldsbrott. Reporter: Christer Nordin            |                                                                 |                   |
| 3 |                                                                 | 21 februari 2002  |
| Om spelmarknaden och hur den svenska statens spelmonopol utmanas. Reporter: Lennart Ekdal |                                                                 |                   |
| 4 | "Utbrända barn / Lik till salu - en makaber historia"           | 28 februari 2002  |
| Om barn som lider av stress. Reporter: Bim Enström. Även om en skandal i Polen där ambulanspersonal anklagas för att ha sålt lik till begravningsbyråer. Reportrar: Calle Magnell och Jacek Machula                                                                                |                                                                 |                   |
| 5 |                                                                 | 7 mars 2002       |
| Uppföljning om en kvinnas kamp för att få hem sina barn från Sudan till Sverige. Reporter: Johan Åsard. Även om hur 11 september-attackerna kom att påverka människors vardag, utifrån två kvinnor: en i New York och en i Kabul. Reportar: Viktor Nordenskiöld och Nina Hjelmgren |                                                                 |                   |
| 6 |                                                                 | 14 mars 2002      |
| Fortsättning av en tidigare granskning (avsnittet sänt 22 november 2001), om två bröder som dömts för att ha varit inblandade i ett mord. Reporter: Trond Sefastsson |                                                                 |                   |
| 7 | "Sjukare kan ingen vara / När försvaret slumpas bort"           | 21 mars 2002      |
| Om sjukskrivningar. Även om hur Försvarsmakten gör sig av med försvarsmateriel. Reportrar: Joachim Dyfvermark och Fredrik Laurin |                                                                 |                   |
| 8 | "Gömda kvinnor / Den nya kärnfamiljen"                          | 25 april 2002     |
| Om kvinnor som lever med skyddad identitet. Reporter: Karin Swärd. Även om huruvida homosexuella ska få bli adoptivföräldrar. |                                                                 |                   |
| 9 | "Kampen om ett barn / Högt spel - dåliga odds"                  | 2 maj 2002        |
| Om tvångsomhändertagande av barn. Även om spelmissbruk och spelmissbruksrelaterade brott. Reporter: Lennart Ekdal |                                                                 |                   |
| 10 | "Svenska geishor / Skrattar bäst som skrattar sist"             | 9 maj 2002        |
| Om svenska kvinnor som arbetar som sällskapsdamer på klubbar i Tokyo. Reporter: Caroline Salzinger. Även om pensionärer som ska betala hög fastighetsskatt och förmögenhetsskatt. Reporter: Bim Enström                                                                            |                                                                 |                   |
| 11 | "Läkarna, miljonerna – och de drabbade"                         | 16 maj 2002       |
| Om läkare som arbetar för försäkringsbolag. Reportrar: Sven Bergman och Joachim Dyfvermark |                                                                 |                   |
| 12 | "Blåst på semestern / Att lyckas som hemlös"                    | 23 maj 2002       |
| Om andelsboende på semesterorter, aggressiva säljmetoder, lurendrejeri och brottslighet. Även om att vända ett liv som hemlös. Reporter: Karin Swärd |                                                                 |                   |
| 1 |                                                                 | 26 september 2002 |
| Fortsättning av en tidigare granskning (avsnittet sänt 14 mars 2002), om två bröder som dömts för att ha varit inblandade i ett mord. Reporter: Trond Sefastsson |                                                                 |                   |
| 2 |                                                                 | 3 oktober 2002    |
| Om den så kallade "Kubasvensken", en man som hållits fången av USA på Kuba efter att ha gripits i Pakistan. Reporter: Fredrik Laurin |                                                                 |                   |
| 3 | "Lasse 45 sökter Tania 12 / Värsta stressen, svåraste besluten" | 10 oktober 2002   |
| Om pedofiler som dras till barnsajter på Internet. Reporter: Facundo Unia. Även om socialsekreterare i Malmö. |                                                                 |                   |
| 4 |                                                                 | 17 oktober 2002   |
| Om handel med katt- och hundskinn. |                                                                 |                   |
| 5 | " / Den skånska myllan"                                         | 24 oktober 2002   |
| Om arbetskraftsutvandring. Reporter: Gellert Tamas. Även om varför främlingsfientliga partier har stöd just i Skåne. Reporter: Lena Smedsaas |                                                                 |                   |
| 6 |                                                                 | 31 oktober 2002   |
| Om slarv vid bygget av nya bostadsområden, med inslag från Hammarby sjöstad i Stockholm, Västra hamnen i Malmö och Gåshaga i Lidingö. |                                                                 |                   |
| 7 | "Hela folkets järnväg? / Ett småkryps liv"                      | 7 november 2002   |
| Om SJ och den avreglerade järnvägen i Sverige. Reportrar: Lennart Ekdal och Lennart Lundberg. Även om ohyra. Reportrar: Gunvor Andersson och Staffan Ahlström |                                                                 |                   |
| 8 |                                                                 | 14 november 2002  |
| Om mannen som i augusti 2002 greps med pistol på Västerås flygplats, i vad som misstänktes vara ett försök till flygplanskapning. Även om autism. |                                                                 |                   |
| 9 |                                                                 | 21 november 2002  |
| Om hur propaganda sprids i media när länder rustar för krig. |                                                                 |                   |
| 10 |                                                                 | 28 november 2002  |
| Om plastikkirurgi. Granskningsnämnden för radio och TV fällde avsnittet för partiskhet. |                                                                 |                   |
| 11 |                                                                 | 5 december 2002   |
| Om svartfiske i Östersjön. Reportrar: Joachim Dyfvermark och Fredrik Laurin |                                                                 |                   |
| 12 | "Singel-jul / Tomtarnas sommarläger"                            | 19 december 2002  |
| Om enpersonshushåll och hur det är att fira jul som singel. Reportrar: Bim Enström och Susanne Gröndal. Även om jultomtar som samlas i Köpenhamn på kongress. Reporter: Jacek Machula och Jimmy Machula                                                                            |                                                                 |                   |

## 2003
Under våren år 2002 sändes programmet på torsdagar. Vårens fyra första avsnitt sändes enligt programtablån kl. 20:00-20:45 och vårens resterande avsnitt sändes kl. 20:00-21:00. Under hösten bytte programmet sändningsdag till måndagar och sändes enligt programtablån kl. 20:00-21:00.
| Nr | Avsnitt                                                       | Sändes            |
| --- | ------------------------------------------------------------- | ----------------- |
| 1 | "Ungdomsbrottslingar på kryssning / Dagar som skakar världen" | 13 februari 2003  |
| Om så kallade "värstingseglatser". Reportrar: Viktor Nordenskiöld och Fredrik Malmberg. Även om vad som sker bland delegaterna i FN-skrapan under upptakten till Irakkriget. Reporter: Elisabet Frerot                                                     |                                                               |                   |
| 2 |                                                               | 20 februari 2003  |
| Fortsättning från föregående avsnitt (sänt 13 februari 2003), om så kallade "värstingseglatser". Reportrar: Viktor Nordenskiöld och Fredrik Malmberg |                                                               |                   |
| 3 |                                                               | 27 februari 2003  |
| Om svensk snusexport. Reporter: Lennart Ekdal |                                                               |                   |
| 4 |                                                               | 6 mars 2003       |
| Om hur den svenska kriminalvården gör med män dömda för kvinnomisshandel. Reporter: Karin Swärd |                                                               |                   |
| 5 |                                                               | 13 mars 2003      |
| [ 3 ] |                                                               |                   |
| 6 |                                                               | 20 mars 2003      |
| Om en kvinna som arbetade som familjen Saddam Husseins husmor i mer än 20 år. |                                                               |                   |
| 7 |                                                               | 27 mars 2003      |
| [ 3 ] |                                                               |                   |
| 8 |                                                               | 10 april 2003     |
| Om ombildningar av hyresrätter till bostadsrätter. Reporter: Bim Enström. Även om asylsökande som placerats i arrester och på häkten av Migrationsverket. Reporter: Sara Mostafavi                                                                         |                                                               |                   |
| 9 |                                                               | 17 april 2003     |
| Fortsättning av en tidigare granskning (avsnittet sänt 26 september 2002), om två bröder som dömts för att ha varit inblandade i ett mord; i denna del om den så kallade ”finsk-zigenska rättvisan”. Reporter: Trond Sefastsson                            |                                                               |                   |
| 10 | "Stora affärer i Bagdad / En vägg av tystnad"                 | 24 april 2003     |
| Om svenska företagare som gör affärer i Irak efter störtandet av Saddam Husseins regim. Reporter: Viktor Nordenskiöld. Även ett reportage om Mordechai Vanunu, som avslöjade Israels kärnvapenprogram, av den brittiska reportern Olenka Frenkiel.         |                                                               |                   |
| 11 |                                                               | 8 maj 2003        |
| Om svenskarnas datoranvändande och vilka konsekvenser det kan få. Även om filmproducenter som är med och fattar beslut om vilka filmer som ska få bidrag.                                                                                                  |                                                               |                   |
| 12 | "På egen risk? / Ställd på gatan?"                            | 15 maj 2003       |
| Om kurser för att bli bergsguide i svenska fjällen och en person som dog på en sådan kurs. Reporter: Elisabeth Frerot. Även om barnfamiljer som saknar bostad. Reporter: Sara Mostafavi                                                                    |                                                               |                   |
| 13 | " / Du gamla, du svikna"                                      | 22 maj 2003       |
| Om metoder som leverantörer av vin använder för att öka sin försäljning till Systembolaget (den så kallade "Systembolagshärvan"). Reportrar: Joachim Dyfvermark, Sven Bergman och Fredrik Lundberg. Även om äldrevården i Sverige. Reporter: Lena Smedsaas |                                                               |                   |
| 1 |                                                               | 22 september 2003 |
| Om polisens spaningsarbete i sökandet efter Anna Lindhs mördare, Säpos hotbilder och den person som anhölls för mordet (den så kallade "35-åringen"). Reportrar: Karin Swärd, Trond Sefastsson, Sven Bergman och Gellert Tamas, med flera.                 |                                                               |                   |
| 2 | "När två blir en"                                             | 29 september 2003 |
| Om kloning. Reporter: Viktor Nordenskiöld |                                                               |                   |
| 3 |                                                               | 6 oktober 2003    |
| Intervju med spaningsledaren som ledde utredningen av mordet på Anna Lindh. Reporter: Karin Swärd. Även om hur den svenska polisen prioriterar ärenden. Reportrar: Petter Ljunggren och Rickard Jakbo                                                      |                                                               |                   |
| 4 |                                                               | 13 oktober 2003   |
| Om den planerade bärgningen av DC 3:an Hugin från Östersjöns botten. Även om en svensk-iransk författare som reser tillbaka till Irak. Reporter: Stefan Borg                                                                                               |                                                               |                   |
| 5 |                                                               | 20 oktober 2003   |
| Om svenska myndigheters tvångsavvisning av barn. Reporter: Gellert Tamas |                                                               |                   |
| 6 |                                                               | 27 oktober 2003   |
| Om företaget Landmark Education, som anordnar kontroversiella kurser inom personlighetsutveckling. Reportrar: Joachim Dyfvermark och Sven Bergman |                                                               |                   |
| 7 |                                                               | 3 november 2003   |
| Två inslag om hedersmord. Reporter: Johan Åsard. Även om hur socialdemokratiska politikers liv påverkats av mordet på Anna Lindh. Reporter: Lena Smedsaas                                                                                                  |                                                               |                   |
| 8 |                                                               | 17 november 2003  |
| Om Försvarets radioanstalt. Reportrar: Martin Jönsson och Fredrik Laurin. Även om e-sport. Reportrar: Bim Enström och Jacek Machula |                                                               |                   |
| 9 |                                                               | 24 november 2003  |
| Om neddragningar i den psykiatriska vården. Reporter: Karin Swärd. Även om en campingplats i Askim, där personer som är nära att bli hemlösa bor. Reportrar: Karin Swärd, Petter Ljunggren, Staffan Ahlström och Mats Bylund                               |                                                               |                   |
| 10 |                                                               | 8 december 2003   |
| Fortsättning av en tidigare granskning (avsnittet sänt 22 maj 2003), om mutskandalen på Systembolaget. Reportrar: Fredrik Lundberg, Joachim Dyfvermark, Sven Bergman, Fredrik Laurin och Johan Stambro                                                     |                                                               |                   |
| 11 |                                                               | 15 december 2003  |
| Om TV-reportern Cats Falcks död 1984. Reporter: Stefan Borg |                                                               |                   |

## 2004
Under år 2004 sändes programmet på måndagar, enligt programtablån kl. 21:00-21:55 (med undantag från två "Kalla fakta special"-avsnitt sända i januari resp. november, som hade andra sändningsdagar/-tider).
Programledare för de 24 ordinarie avsnitt (ej specialavsnitt) som sändes under år 2004 var Elisabet Frerot.
| Nr | Avsnitt                                       | Sändes            |
| --- | --------------------------------------------- | ----------------- |
| 1 | "Kalla fakta special: Anna Lindh-rättegången" | 14 januari 2004   |
| Om den första dagen av rättegången gällande Anna Lindh-mordet. Reportrar: Stefan Borg, Karin Swärd och Trond Sefastsson |                                               |                   |
| 2 |                                               | 16 februari 2004  |
| Om mordet i Knutby. Även om Pingströrelsen. Reportrar: Karin Swärd, Phil Poysti, Bim Enström och Gellert Tamas |                                               |                   |
| 3 |                                               | 23 februari 2004  |
| Om konstverket Snövit och sanningens vansinne, som ledde till en konflikt mellan verkets skapare Dror Feiler och Israels ambassadör. Reporter: Stefan Borg. Även fortsättning av en tidigare granskning (avsnittet sänt 8 december 2003), om muthärvan på Systembolaget. Reportrar: Fredrik Lundberg och Sven Bergman |                                               |                   |
| 4 |                                               | 1 mars 2004       |
| Om girighet i "det svenska toppskiktet". Reporter: Lennart Ekdal |                                               |                   |
| 5 |                                               | 8 mars 2004       |
| Om kvinnliga missbrukare. Reporter: Karin Alfredsson |                                               |                   |
| 6 |                                               | 15 mars 2004      |
| Om överviktiga i Sverige. Reporter: Lena Smedsaas. Även fortsättning av en tidigare granskning (avsnittet sänt 27 oktober 2003), om företaget Landmark Education. Reporter: Joachim Dyfvermark |                                               |                   |
| 7 | " / Att avväpna med vapen"                    | 29 mars 2004      |
| Om bostadsbristen utanför storstäderna och den svarta marknaden för bostäder. Reporter: Bim Enström. Även om en FN-insatsstyrka som avväpnar gerillasoldater i Liberia. Reporter: Stefan Borg |                                               |                   |
| 8 |                                               | 19 april 2004     |
| Om vittnens roll i det svenska rättssystemet. Reporter: Trond Sefastsson |                                               |                   |
| 9 |                                               | 26 april 2004     |
| Om Knutbydramat. Reportrar: Karin Swärd och Phil Poysti |                                               |                   |
| 10 |                                               | 3 maj 2004        |
| Om kvinnor som förgriper sig på barn. Reportrar: Anneli Jansson och Elisabet Frerot |                                               |                   |
| 11 |                                               | 10 maj 2004       |
| Om svenska barn med somaliskt ursprung som skickas till Somalia för att uppfostras. Reporter: Lena Smedsaas |                                               |                   |
| 12 |                                               | 17 maj 2004       |
| Om Egyptenavvisningarna. Reporter: Fredrik Laurin, Joachim Dyfvermark och Sven Bergman |                                               |                   |
| 13 |                                               | 24 maj 2004       |
| Om flygsäkerheten på Arlanda flygplats. Reportrar: Stefan Borg och Mats Bylund |                                               |                   |
| 1 | " / Farväl till maten / "                     | 13 september 2004 |
| Om den svenska kriminalvården och planerna på ett rymningssäkert "superfängelse". Reportrar: Stefan Borg och Mikael Hylin. Även fortsättning av en tidigare granskning (avsnittet sänt 15 mars 2004), om överviktiga i Sverige. Reporter: Lena Smedsaas. Dessutom fortsättning av en tidigare granskning (avsnittet sänt 17 maj 2004), om Egyptenavvisningarna. Reportrar: Sven Bergman, Joachim Dyfvermark och Fredrik Laurin |                                               |                   |
| 2 |                                               | 20 september 2004 |
| [ 3 ] |                                               |                   |
| 3 | "Underkända som föräldrar"                    | 27 september 2004 |
| Om tvångsomhändertagande av barn. Reporter: Per Hermanrud |                                               |                   |
| 4 |                                               | 4 oktober 2004    |
| Om våldsdåd bland ungdomar och rapportering från en fredagskväll runt om i Sverige. Reportrar: Bim Enström, Sara Recabarren, Lena Smedsaas, Joachim Dyfvermark, Elisabet Frerot, Stefan Borg och Calle Magnell |                                               |                   |
| 5 | "I spelens värld"                             | 11 oktober 2004   |
| Om spelmissbruk. Reporter: Lennart Ekdal |                                               |                   |
| 6 |                                               | 18 oktober 2004   |
| Om utvecklingen i Kina. Reporter: Bim Enström |                                               |                   |
| 7 |                                               | 25 oktober 2004   |
| Fortsättning av en tidigare granskning (avsnittet sänt 27 september 2004), om tvångsomhändertagande av barn. Reporter: Per Hermanrud. Även om hur situationen för muslimer i USA förändrats sedan 11 september-attackerna. Reporter: Fredrik Lundberg |                                               |                   |
| 8 |                                               | 1 november 2004   |
| Om Knutbydramat, med intervju med Helge Fossmo. Reportrar: Karin Swärd och Phil Poysti |                                               |                   |
| 9 |                                               | 8 november 2004   |
| Om utredningen kring morden på Helén Nilsson i Hörby och Jannica Ekblad, och om den man som häktats misstänkt för morden. Reporter: Calle Magnell. Även om splittring inom Pingströrelsen. Reportrar: Bim Enström och Lennart Lundberg |                                               |                   |
| 10 |                                               | 15 november 2004  |
| Om helikopterolyckan i Göteborgs skärgård i november 2003, då sex personer omkom. Reporter: Henrik Hjort |                                               |                   |
| 11 | "Plan N379P"                                  | 22 november 2004  |
| Fortsättning av en tidigare granskning (avsnittet sänt 13 september 2004), om Egyptenavvisningarna. Reportrar: Sven Bergman, Fredrik Laurin och Joachim Dyfvermark |                                               |                   |
| 12 | "Lycka på burk / En tickande bomb"            | 29 november 2004  |
| Om biverkningar av antidepressiva läkemedel. Reportrar: Mats Bylund och Katrin Kasström. Även om säkerheten vid kärnanläggningar i Ryssland. Reporter: Stefan Nieminen |                                               |                   |
| 13 | "Verka men inte synas / Spara och slösa"      | 6 december 2004   |
| Om illegal invandring. Reportrar: Lena Smedsaas och Ima Skoglund. Även om Försvarsmaktens situation. Reportrar: Stefan Borg och Anna Sahlström |                                               |                   |

## 2005
Under år 2005 sändes programmet på måndagar. Under våren var sändningstiden enligt programtablån kl. 21:00-21:55 och under hösten ändrades programlängden till halvtimmesprogram med sändningstid kl. 20:30-21:00 för de flesta av avsnitten.
Programledare för de 21 avsnitt som sändes under år 2005 var Elisabet Frerot.
| Nr | Avsnitt | Sändes            |
| --- | ------- | ----------------- |
| 1 |         | 14 februari 2005  |
| Om Tsunamikatastrofen som inträffade under julhelgen 2004 och hur svenska myndigheter reagerade.                                                                                        |         |                   |
| 2 |         | 21 februari 2005  |
| Om polisanmälningar av våldtäkter. Reporter: Fredrik Lundberg |         |                   |
| 3 |         | 28 februari 2005  |
| Om människohandel och en aktuell rättegång i Stockholm om omfattande organiserad sexhandel med kvinnor från Estland. Reporter: Sara Recabarren                                          |         |                   |
| 4 |         | 7 mars 2005       |
| Om att personer i Vitryssland avrättas av ett dödskommando. Reporter: Magnus Wennerholm                                                                                                 |         |                   |
| 5 |         | 14 mars 2005      |
| Om huruvida rättssystemet är rättvist när det är rättsstatens tjänare som står inför rättegång. Reporter: Stefan Borg                                                                   |         |                   |
| 6 |         | 21 mars 2005      |
| Om svensk sjukhusvård och apatiska barn. |         |                   |
| 7 |         | 4 april 2005      |
| Om barn i Sverige som har placerats på barn- och ungdomshem. Reporter: Per Hermanrud |         |                   |
| 8 |         | 18 april 2005     |
| Om hemlöshet bland barn i Sverige. Reporter: Bim Enström. Även ett reportage om rättslöshet och tortyr i Irak efter Saddam Hussein-regimens fall.                                       |         |                   |
| 9 |         | 25 april 2005     |
| Fortsättning av en tidigare granskning (avsnittet sänt 22 november 2004), om Egyptenavvisningarna och ett liknande fall. Reportrar: Sven Bergman, Joachim Dyfvermark och Fredrik Laurin |         |                   |
| 10 |         | 2 maj 2005        |
| Om samhället Knutby och Knutbyförsamlingen ett och ett halvt år efter Knutbydramat. Reportrar: Karin Swärd och Phil Poysti                                                              |         |                   |
| 1 |         | 26 september 2005 |
| Om Sveriges tysta diplomati och relationen mellan USA och Sverige. Reportrar: Joachim Dyfvermark, Fredrik Laurin och Lennart Peterson                                                   |         |                   |
| 2 |         | 3 oktober 2005    |
| Om en person som påstår sig ha begått ett försök till mord som en annan person dömts till fängelse för. Reporter: Trond Sefastsson                                                      |         |                   |
| 3 |         | 10 oktober 2005   |
| Om export av elavfall från västvärlden till fattiga länder. Reporter: Anna Sahlström |         |                   |
| 4 |         | 17 oktober 2005   |
| Om livsmedelslarm och kostråd riktade till gravida och ammande kvinnor. Reporter: Helena Gissén                                                                                         |         |                   |
| 5 |         | 24 oktober 2005   |
| Om bostadssegregation i Sverige. |         |                   |
| 6 |         | 31 oktober 2005   |
| Om ett mord begånget i Rinkeby år 2002 (i media benämnt "Rinkebymordet") och de tre bröder som dömdes för brottet. Reporter: Dick Sundevall                                             |         |                   |
| 7 |         | 7 november 2005   |
| Om hur rättsväsendet tillämpar hatbrottslagstiftningen när det gäller hatbrott mot homosexuella. Reportrar: Elisabet Frerot och Facundo Unia                                            |         |                   |
| 8 |         | 21 november 2005  |
| Om illegal handel med hundvalpar i Europa. |         |                   |
| 9 |         | 28 november 2005  |
| Fortsättning från det föregående avsnittet (sänt 21 november 2005), om illegal handel med hundvalpar. Reportrar: Per Hermanrud och Jacek Machula                                        |         |                   |
| 10 |         | 5 december 2005   |
| Om en kontroversiell agent som förhandlar om sändningsrättigheter åt Svenska Fotbollförbundet. Reporer: Lennart Persson                                                                 |         |                   |
| 11 |         | 12 december 2005  |
| Om hur insamlingarna till förmån för Tsunamikatastrofens offer fungerat. Reporter: Nils Resare                                                                                          |         |                   |

## 2006
Under våren 2006 sändes programmet inledningsvis på onsdagar, men från och med maj blev sändningsdagen istället torsdagar, vilket även gällde fortsatt under höstsäsongen. Sändningstiden för avsnitten enligt programtablån var huvudsakligen kl. 20:30-21:00.
Programledare för de 22 avsnitt som sändes under år 2006 var Lena Sundström.
| Nr | Avsnitt | Sändes            |
| --- | ------- | ----------------- |
| 1 |         | 11 januari 2006   |
| Om den affärsverksamhet som kung Carl XVI Gustaf driver med sin privata förmögenhet. Reporter: Ulla Danné |         |                   |
| 2 |         | 18 januari 2006   |
| Om svarthandel med torsk. Reportrar: Joachim Dyfvermark och Fredrik Laurin |         |                   |
| 3 |         | 25 januari 2006   |
| Fortsättning från föregående avsnitt (sänt 18 januari 2006), om svarthandel med torsk. Reportrar: Fredrik Laurin och Joachim Dyfvermark                                                                             |         |                   |
| 4 |         | 1 februari 2006   |
| Om djurskyddet inom den svenska livsmedelsindustrin vad gäller grisar och slakterier. Reporter: Helena Gissén |         |                   |
| 5 |         | 8 februari 2006   |
| [ 3 ] |         |                   |
| 6 |         | 15 februari 2006  |
| [ 3 ] |         |                   |
| 7 |         | 22 februari 2006  |
| Om gisslandramat ombord på trålaren Elektron i Barents hav i oktober 2005. Reporter: Öystein Bogen |         |                   |
| 8 |         | 1 mars 2006       |
| Om prostitution i Tyskland. Reporter: Maud Bernhagen |         |                   |
| 9 |         | 8 mars 2006       |
| Om företaget Vattenfall och dess affärer med Uzbekistan. Reporter: Lennart Persson |         |                   |
| 10 |         | 18 maj 2006       |
| Om fastighetsmarknaden. Reportrar: Ulla Danné och Helena Ohlson |         |                   |
| 11 |         | 1 juni 2006       |
| Om organisationen Artister för livet. Reporter: Lennart Peterson |         |                   |
| 12 |         | 8 juni 2006       |
| Om Uppsala universitet och misstankar om trafficking. Reporter: Joachim Dyfvermark |         |                   |
| 1 |         | 28 september 2006 |
| Om en generalmajor inom Försvarsmakten (Tony Stigsson) som nyligen dömts för misshandel och som misstänktes utgöra ett hot mot rikets säkerhet. Reportrar: Ulla Danné och Lennart Peterson                          |         |                   |
| 2 |         | 5 oktober 2006    |
| Fortsättning från föregående avsnitt (sänt 28 september 2006), om generalmajor Tony Stigsson. Reportrar: Ulla Danné och Lennart Peterson                                                                            |         |                   |
| 3 |         | 12 oktober 2006   |
| Om parkeringsbolag och felparkeringsavgifter. Reporter: Ulla Danné |         |                   |
| 4 |         | 19 oktober 2006   |
| Fortsättning av en tidigare granskning (avsnittet sänt 31 oktober 2005), om ett mord begånget i Rinkeby år 2002 (det så kallade "Rinkebymordet") och de tre bröder som dömdes för brottet. Reporter: Dick Sundevall |         |                   |
| 5 |         | 26 oktober 2006   |
| [ 3 ] |         |                   |
| 6 |         | 2 november 2006   |
| Om en deckarförfattares roman, som mot författarens nekande påstås vara baserad på ett verkligt fall. |         |                   |
| 7 |         | 9 november 2006   |
| Om hedersmordet i Högsby (Abbas Rezai) i november 2005. Reportrar: Susanne Edmark och Per Hermanrud |         |                   |
| 8 |         | 16 november 2006  |
| Om människohandel i Europa, med inslag från Rumäniens huvudstad Bukarest. |         |                   |
| 9 |         | 23 november 2006  |
| Om omständigheter kring ett fall med en man som dömts till livstids fängelse för mord mot sitt nekande. |         |                   |
| 10 |         | 30 november 2006  |
| Uppföljning av några av årets tidigare granskningar. Reporter: Lena Sundström |         |                   |

## 2007
Under år 2007 var programmets sändningsdag och -tid enligt programtablån oförändrad från hösten 2006: torsdagar kl. 20:30-21:00.
Programledare för de 24 avsnitt som sändes under år 2007 var Lena Sundström.
| Nr | Avsnitt | Sändes           |
| --- | ------- | ---------------- |
| 1 |         | 11 januari 2007  |
| Om personer som ligger i tvist med Försäkringskassan om rätten till sjukpenning. |         |                  |
| 2 |         | 18 januari 2007  |
| Om våld inom ishockey. Reporter: Emir Osmanbegovic |         |                  |
| 3 |         | 25 januari 2007  |
| Om den svarta abortindustrin i Europa, med fokus på en klinik i Spanien. Reporter: Sally Hamilton |         |                  |
| 4 |         | 1 februari 2007  |
| Om för tidigt födda barn. Reportrar: Anne Kvadsheim och Susanne Edmark |         |                  |
| 5 |         | 8 februari 2007  |
| Fortsättning av en tidigare granskning (avsnittet sänt 23 november 2006), om ett fall med en man som dömts till livstids fängelse för mord mot sitt nekande. Reporter: Trond Sefastsson                                                                                                |         |                  |
| 6 |         | 15 februari 2007 |
| Om kommunekonomin i Håbo kommun. Reporter: Ulla Danné |         |                  |
| 7 |         | 22 februari 2007 |
| Om en polis som dömts för ringa misshandel. |         |                  |
| 8 |         | 8 mars 2007      |
| Om den svenska militära insatsen i Afghanistan. Reporter: Gustav Fridolin |         |                  |
| 9 |         | 15 mars 2007     |
| Fortsättning av föregående avsnitt (sänt 8 mars 2007), om den svenska militära insatsen i Afghanistan. Reporter: Gustav Fridolin |         |                  |
| 10 |         | 22 mars 2007     |
| Om anmälningar mot polisen runt om i Sverige. Reporter: Kajsa Norell |         |                  |
| 11 |         | 29 mars 2007     |
| Om landstingets svenska leverantörer som tillverkar sina produkter i Indien och Pakistan. Reporter: Ulla Danné |         |                  |
| 12 |         | 12 april 2007    |
| Om en för mord livstidsdömd man och en rekonstruktion av händelsen som väcker frågor. Reporter: Trond Sefastsson |         |                  |
| 13 |         | 19 april 2007    |
| Om Sidas biståndsprojekt för att minska utsläppen från den ryska staden Kaliningrad. Reporter: Per Hermanrud |         |                  |
| 14 |         | 26 april 2007    |
| Om förpackningsindustrin. Reportrar: Susanne Edmark och Johan Nyman |         |                  |
| 1 |         | 4 oktober 2007   |
| Om vårdcentraler som drivs i privat regi, specifikt i Västmanlands län. Reporter: Gustav Fridolin |         |                  |
| 2 |         | 11 oktober 2007  |
| Om svenska barn som omhändertagits i tidig ålder och varför få av dem adopteras. Reporter: Susanne Edmark |         |                  |
| 3 |         | 18 oktober 2007  |
| Om vad Sveriges myndigheter gör för att motverka spridning av bakterien EHEC. Reportrar: Petter Ljunggren och Martin Wicklin |         |                  |
| 4 |         | 25 oktober 2007  |
| Om våld mot svenska muslimer och islamofobi inom organiserade främlingsfientliga grupper. Reporter: Gustav Fridolin |         |                  |
| 5 |         | 1 november 2007  |
| Om skottdramat i Rödeby i oktober 2007, då en 15-årig pojke avled. Reportrar: Lennart Peterson och Andreas Rydbacken |         |                  |
| 6 |         | 8 november 2007  |
| Om riksdagsledamöternas tjänsteresor och reglerna för deras tjänsteresor. Reportrar: Ulla Danné och Johan Nyman |         |                  |
| 7 |         | 15 november 2007 |
| Om cancerbehandlingen mistelterapi och den antroposofiska Vidarkliniken i Järna, som marknadsför behandlingen. Reporter: Per Hermanrud |         |                  |
| 8 |         | 22 november 2007 |
| Om manlig prostitution i Sverige. Reporter: Kajsa Norell |         |                  |
| 9 |         | 29 november 2007 |
| Om företaget Mun- och fotmålande konstnärers försäljning av julkort. Reporter: Erik Palm |         |                  |
| 10 |         | 6 december 2007  |
| Uppföljning av några av säsongens tidigare granskningar (bl.a. granskningarna av privata vårdcentraler (avsnittet sänt 4 oktober 2007), omhändertagna barn (avsnittet sänt 11 oktober 2007) och Sidas projekt mot miljöförstöring i ryska Kaliningrad (avsnittet sänt 19 april 2007)). |         |                  |

## 2008
Under år 2008 hade programmet ny sändningsdag och -tid enligt programtablån söndagar ca kl. 19:20-20:00.
Programledare för de 30 avsnitt som sändes under år 2008 var Peter Lindgren.
| Nr | Avsnitt                              | Sändes            |
| --- | ------------------------------------ | ----------------- |
| 1 |                                      | 20 januari 2008   |
| Om möjligheten som gravida par i Sverige har att välja bort embryon som bär på anlag för svåra ärftliga sjukdomar. Reporter: Kristina Thulin                      |                                      |                   |
| 2 | "Paragraf 15b"                       | 27 januari 2008   |
| Om lagen om vård av unga, specifikt lagens 15:e paragraf, som reglerar vård i enskildhet. Reporter: Magnus Wennerholm                                             |                                      |                   |
| 3 | "Brottsplats internet"               | 3 februari 2008   |
| Om Internetpoker och brottslighet. Reporter: Lennart Peterson |                                      |                   |
| 4 | "En dyrköpt vinst"                   | 10 februari 2008  |
| Om tillverkning av pappersmassa i Sverige och Latinamerika, med besök i Norrsundet och i Veracel i Brasilien. Reportrar: Gustav Fridolin och Kajsa Norell         |                                      |                   |
| 5 | "Strået vassare än Thailand"         | 17 februari 2008  |
| Om prostitution i Brasilien och svenska turister som köper sex där. Reportrar: Kajsa Norell och Staffan Ahlström                                                  |                                      |                   |
| 6 | "Av finaste ull del 1"               | 24 februari 2008  |
| Om missförhållanden vid produktionen av merinoull i Australien. Reporter: Per Hermanrud                                                                           |                                      |                   |
| 7 | "Av finaste ull del 2"               | 2 mars 2008       |
| Om myndigheters riktlinjer vad gäller djurskydd. Reportrar: Per Hermanrud och Bosse Lindwall                                                                      |                                      |                   |
| 8 | "Tryggare kan ingen vara del 1"      | 9 mars 2008       |
| Om förekomsten av dömda sexualbrottslingar i skola och på dagis. Reportrar: Ulla Danné och Mårten Svenberg                                                        |                                      |                   |
| 9 | "Tryggare kan ingen vara del 2"      | 16 mars 2008      |
| Om elever som upplever sig utsatta för sexuella övergrepp och trakasserier av vuxna i skolan. Reportrar: Ulla Danné och Mårten Svenberg                           |                                      |                   |
| 10 | "...och sen är det medicinutdelning" | 30 mars 2008      |
| Om ungdomar med självskadebeteende som behandlas med narkotikaklassade läkemedel. Reporter: Matilda Uusijärvi                                                     |                                      |                   |
| 11 | "Döden i Niger"                      | 6 april 2008      |
| Norsk granskning om det som vid tiden rapporterades om som en svältkatastrof i Niger år 2005. Reporter: Per Christian Magnus (norska TV2)                         |                                      |                   |
| 12 | "Rent samvete till högt pris"        | 13 april 2008     |
| Om produktionen av sockerrör och arbetsförhållandena i den branschen. Reporter: Kajsa Norell                                                                      |                                      |                   |
| 13 | "Flyg till varje pris"               | 20 april 2008     |
| Om förlusttyngda flygplatser som invånarna i de berörda kommunerna får betala för på olika sätt. Reportrar: Staffan Ahlström, Gustav Fridolin och Kalle Segerbäck |                                      |                   |
| 14 | "De gamla och de rika"               | 27 april 2008     |
| Om företag ägda av riskkapitalbolag med verksamhet inom svensk äldrevård, bl.a. Attendo Care. Reporter: Erik Palm                                                 |                                      |                   |
| 15 |                                      | 4 maj 2008        |
| Uppföljning av några av vårens granskningar. |                                      |                   |
| 1 | "Arbogamammans pusselbitar"          | 31 augusti 2008   |
| Om morden på två barn i Arboga i mars 2008 (se Arbogamorden 2008). Reportrar: Magnus Wennerholm och Markus Junghard                                               |                                      |                   |
| 2 | "Misstagen i Arbogafallet"           | 7 september 2008  |
| Fortsättning från föregående avsnitt (sänt 31 augusti 2008), om Arbogamorden år 2008.                                                                             |                                      |                   |
| 3 | "Advokaternas förtroende"            | 14 september 2008 |
| Om advokater som missköter sina uppdrag och om advokatsamfundets disciplinnämnd. Reportrar: Jonas Alsgren och Matilda Uusijärvi                                   |                                      |                   |
| 4 | "Från rebell till finansminister"    | 21 september 2008 |
| Om finansminister Anders Borg. Reporter: Ann Tiberg |                                      |                   |
| 5 | "Fotbollsagenterna"                  | 28 september 2008 |
| Om fotbollsagenter. Reporter: Lennart Ekdal |                                      |                   |
| 6 | ""Dom har stulit mitt barn""         | 5 oktober 2008    |
| Om en pojke som blev tvångsplacerad på ett familjehem. Reporter: Calle Magnell                                                                                    |                                      |                   |
| 7 | "Vapenhandlarna"                     | 12 oktober 2008   |
| Om polisens tillsyn och kontroll av svenska vapenhandlare. Reporter: Valdo Kask                                                                                   |                                      |                   |
| 8 | "Skolskjutningen i Kauhajoki"        | 19 oktober 2008   |
| Om skolmassakern i Kauhajoki i Finland i september 2008. Reporter: Ola Björnör                                                                                    |                                      |                   |
| 9 | "Diskoteksbranden i Göteborg"        | 26 oktober 2008   |
| Om diskoteksbranden i Göteborg i oktober 1998, där 63 personer dog. Även om segregation och sociala motsättningar i Göteborg vid tiden för branden.               |                                      |                   |
| 10 | "Stockholmspolisen"                  | 2 november 2008   |
| Om polisens arbete i Stockholms län, där reportrar under ett dygn följde med polisen i deras arbete. Reportrar: Ulla Danné och Mårten Svanberg                    |                                      |                   |
| 11 | "Bidragsvirtuosen"                   | 9 november 2008   |
| Om stiftelsen Kvinnoforum och dess VD Bam Björling. |                                      |                   |
| 12 | "Fettkriget"                         | 16 november 2008  |
| Om kostråd vad gäller fett. Reporter: Johan Åsard |                                      |                   |
| 13 | "Ett rop på hjälp"                   | 23 november 2008  |
| Om de metoder Sverige använder för kriget mot terrorism, med särskilt fokus på fallet Abderazzak Jabri. Reportrar: Staffan Ahlström och Gustav Fridolin           |                                      |                   |
| 14 | "Piskad till framgång"               | 30 november 2008  |
| Om svensk travsport och otillåtna träningsmetoder. Reporter: Sofia Hartung                                                                                        |                                      |                   |
| 15 | "Julbordsfällan"                     | 7 december 2008   |
| Om julmat. Även tillbakablickar på den gångna säsongen och uppföljning av några av reportagen.                                                                    |                                      |                   |

## 2009
Under år 2009 var programmets sändningsdag och -tid enligt programtablån oförändrad från 2008: söndagar ca kl. 19:20-20:00.
Programledare för de 26 avsnitt som sändes under år 2009 var Peter Lindgren.
| Nr | Avsnitt                               | Sändes            |
| --- | ------------------------------------- | ----------------- |
| 1 | "Dun till varje pris"                 | 1 februari 2009   |
| Om varifrån dunet som används till kuddar, täcken och jackor kommer. Reportrar: Per Hermanrud och Veronica Kindblad |                                       |                   |
| 2 |                                       | 8 februari 2009   |
| Fortsättning från föregående avsnitt (sänt 1 februari 2009), om dunindustrin, med undersökning av dunproduktion i Kina. Reporter: Per Hermanrud |                                       |                   |
| 3 | "Spelet om gasledningen"              | 15 februari 2009  |
| Om det planerade bygget av gasledningen Nord Stream genom Sveriges ekonomiska zon. Reportrar: Helena Gissén och Jonas Alsgren |                                       |                   |
| 4 | "Råttorna invaderar"                  | 22 februari 2009  |
| Om råttor i svenska städer. Reporter: Ulla Danné |                                       |                   |
| 5 | "Tjejen som får sossarna att se rött" | 1 mars 2009       |
| Om Mona Sahlin. Reporter: Ann Tiberg |                                       |                   |
| 6 |                                       | 8 mars 2009       |
| Om fallet med en operation som följdes av långvarig sjukhusvård och frågor kring hur rutinerna kring operationer på svenska sjukhus fungerar och vad som händer när något går fel. Reporter: Sofia Hartung                                                                               |                                       |                   |
| 7 |                                       | 15 mars 2009      |
| Om patientsäkerheten i den svenska vården, inklusive frågor om vad som krävs för att en läkare ska bli av med legitimationen och vems ansvaret är om något går fel. Reporter: Jonas Berg                                                                                                 |                                       |                   |
| 8 |                                       | 22 mars 2009      |
| Fortsättning av en tidigare granskning (avsnitt sända 31 augusti 2008 och 7 september 2008), om morden på två barn i Arboga i mars 2008 (se Arbogamorden 2008). Reportrar: Markus Junghard och Magnus Wennerholm                                                                         |                                       |                   |
| 9 | "Striden om KRIS"                     | 29 mars 2009      |
| Om föreningen Kriminellas revansch i samhället (K.R.I.S.). Reporter: Valdo Kask |                                       |                   |
| 10 | "Kampen om Långvattnet"               | 5 april 2009      |
| Om en konflikt gällande ett reningsverk i Storumans kommun. Reportrar: Magnus Wennerholm och Markus Junghard |                                       |                   |
| 11 | "Hitta min dotter!"                   | 19 april 2009     |
| Om två systrars sökande efter en dotter som förts ut ur Sverige av barnets far. Reportrar: Pernilla Holmgren Larsson och Per Hermanrud |                                       |                   |
| 12 | "Förlamad efter kejsarsnitt"          | 26 april 2009     |
| Om fallet med en gravid kvinna som drabbades av en skada efter förlossningen och hennes försök att få ut ersättning för skadan. Reporter: Sofia Hartung |                                       |                   |
| 13 | "När ingen vill berätta"              | 3 maj 2009        |
| Om en man som knivskars till döds hösten 2008 och där ingen dömts för dådet trots tolv vittnen till händelsen. Reporter: Jonas Berg |                                       |                   |
| 14 |                                       | 10 maj 2009       |
| Tillbakablickar på och uppföljning av två tidigare granskningar: om dunproduktion (avsnitten sända 1 februari 2009 resp. 8 februari 2009) och om travsport (avsnittet sänt 30 november 2008).                                                                                            |                                       |                   |
| 1 |                                       | 27 september 2009 |
| Om den spiondömde överste Bertil Ströberg. Reportrar: Lennart Peterson och Robert Eriksson |                                       |                   |
| 2 |                                       | 4 oktober 2009    |
| Fortsättning av föregående avsnitt (sänt 27 september 2009), om den spiondömde överste Bertil Ströberg. Reportrar: Lennart Peterson och Robert Eriksson |                                       |                   |
| 3 | "Tomma stolar"                        | 11 oktober 2009   |
| Om riksdagsledamöters frånvaro vid voteringar. Reportrar: Anne Tiberg och Björn Häger |                                       |                   |
| 4 | "Utan lagligt stöd"                   | 18 oktober 2009   |
| Om tvångsvården i Sverige och hur unga icke dömda kvinnor behandlas. Reportrar: Sofia Hartung och Staffan Ahlström |                                       |                   |
| 5 | "Det svarta guldet"                   | 25 oktober 2009   |
| Om den svenska tobaksindustrin och snus. Reporter: Jonas Alsgren |                                       |                   |
| 6 | "Sanningsrörelsen"                    | 1 november 2009   |
| Om den konspirationsteoretiska så kallade "Sanningsrörelsen". Reportrar: Jonas Berg och Aleksandar Vujanovic |                                       |                   |
| 7 | "Sanningsrörelsen - makthavarna"      | 8 november 2009   |
| Fortsättning av föregående avsnitt (sänt 1 november 2009), om den konspirationsteoretiska så kallade "Sanningsrörelsen". Reportrar: Jonas Berg och Aleksandar Vujanovic |                                       |                   |
| 8 | "De försvunna bilarna"                | 15 november 2009  |
| Om att många begagnade bilar skrivs över på så kallade bilmålvakter och exporteras till Afrika via Tyskland. Reportrar: Valdo Kask och Jörgen Andersson |                                       |                   |
| 9 | "Drömhuset"                           | 22 november 2009  |
| Om småhusproducenten Älvsbyhus. Reporter: Cicci Hallström |                                       |                   |
| 10 | "Ett riktigt ålamörker"               | 29 november 2009  |
| Om utrotningshotet mot ålen och Fiskeriverkets plan för att rädda ålen. Reportrar: Ulla Danné och Åsa Nordien |                                       |                   |
| 11 | "Kvinnan utan ansikte"                | 6 december 2009   |
| Om en kvinna som studerar en barnskötareutbildning och som hamnat i konflikt med vuxengymnasiet på grund av att hon bär niqab (se även artikeln niqab-fallet). Reportrar: Helena Gissén och Staffan Ahlström                                                                             |                                       |                   |
| 12 | "Det tuffaste loppet"                 | 13 december 2009  |
| Om rättegången mot travkusken Åke Svanstedt. Reporter: Sofia Hartung. Även uppföljning av tidigare granskningar: om dunproduktion (avsnitten sända 1 februari 2009, 8 februari 2009 och 10 maj 2009) och om riksdagsledamöters frånvaro vid voteringar (avsnittet sänt 11 oktober 2009). |                                       |                   |

## 2010
Under år 2010 var programmets sändningsdag och -tid enligt programtablån oförändrad från 2009: söndagar ca kl. 19:20-20:00.
Programledare för de tolv avsnitt som sändes under våren år 2010 var Peter Lindgren och programledare för de tolv avsnitt som sändes under hösten var Cicci Hallström.
| Nr | Avsnitt                                          | Sändes            |
| --- | ------------------------------------------------ | ----------------- |
| 1 | "De farliga hissarna"                            | 7 februari 2010   |
| Om säkerheten i hissar. Reportrar: Jonas Alsgren och Aleksandar Vujanovic |                                                  |                   |
| 2 | "Hjälten från Nås"                               | 14 februari 2010  |
| Om frågan om nödvärn i fallet med en man i Nås i Dalarna som av Svea hovrätt dömts till fängelse efter att med våld ha försvarat en kvinna mot en angripare. Reportrar: Magnus Wennerholm och Phil Poysti |                                                  |                   |
| 3 |                                                  | 21 februari 2010  |
| Om människohandel utifrån fallet med en thailändsk kvinna som lockats till Danmark, där hon blivit inlåst och tvingats sälja sex. |                                                  |                   |
| 4 | "Striden i lilla Mogadishu"                      | 28 februari 2010  |
| Om religiösa extremister i Rinkeby i nordvästra Stockholm som försöker stoppa förekomsten av dans och musik i området. Reporter: Therese Bergstedt. |                                                  |                   |
| 5 |                                                  | 7 mars 2010       |
| Om branden i Rinkeby i juli 2009, där sju personer omkom. Reporter: Jonas Bergström |                                                  |                   |
| 6 | "Den nya kokainvågen"                            | 14 mars 2010      |
| Om kokainets utbredning i Sverige och specifikt unga kvinnliga kokainmissbrukare. Reporter: Lasse Wierup |                                                  |                   |
| 7 | "- / Dödliga kapslar"                            | 21 mars 2010      |
| Fortsättning från föregående granskning (avsnittet sänt 14 mars 2010), om kokainanvändning i Sverige. I detta avsnitt om en kvantifiering av kokainanvändningen i Stockholm genom analys av innehållet i avloppsvattnet. Reporter: Lasse Wierup. Även om kokainsmuggling. Reporter: Magnus Linton |                                                  |                   |
| 8 |                                                  | 28 mars 2010      |
| Om stora inköp av läkemedlet Tamiflu för svenska skattepengar. Reporter: Per Hermanrud |                                                  |                   |
| 9 |                                                  | 11 april 2010     |
| Om dolda nätverk av män som har sex med personer som farit illa. Reporter: Ulla Danné |                                                  |                   |
| 10 | "Det sista slaget"                               | 18 april 2010     |
| Om konkurrens om på vilka sjukhus i Sverige som hjärttransplantationer ska genomföras när verksamheten koncentreras till Göteborg och Lund. Reporter: Jonas Alsgren |                                                  |                   |
| 11 | "Kampen mot husjätten"                           | 25 april 2010     |
| Uppföljning av en tidigare granskning (avsnittet sänt 22 november 2009), om småhusleverantören Älvsbyhus. Reporter: Cicci Hallström och Therese Bergstedt |                                                  |                   |
| 12 | "Mellan de kungliga lakanen"                     | 9 maj 2010        |
| Om den svenska hovjournalistiken. Reporter: Fredrik Quistbergh |                                                  |                   |
| 1 | "Den försvunna diamanten"                        | 26 september 2010 |
| Om företaget Habo Finans och dess VD Peter Rosendahl. Reporter: Lindah Pehrs |                                                  |                   |
| 2 | "När fansen blir fienden"                        | 3 oktober 2010    |
| Om fotbollshuliganer som ger sig på det egna laget med hot och våld. Reporter: Therese Bergstedt |                                                  |                   |
| 3 |                                                  | 10 oktober 2010   |
| Fortsättning av en tidigare granskning (avsnitten sända 27 september 2009 resp. 4 oktober 2009), om den spiondömde överste Bertil Ströberg. |                                                  |                   |
| 4 | "Kirurgernas hemlighet"                          | 17 oktober 2010   |
| Om Karolinska sjukhusets vård av utrikesminister Anna Lindh efter den knivattack mot henne som kom att leda till hennes död. Reportrar: Mikael Funke och Jonas Alsgren |                                                  |                   |
| 5 | "Kirurgernas hemlighet del 2 / - / Ett nytt liv" | 24 oktober 2010   |
| Fortsättning av föregående avsnitt (sänt 17 oktober 2010), om vården av utrikesminister Anna Lindh efter knivattacken. Reportrar: Mikael Funke och Jonas Alsgren Även ett relaterat inslag om läkares kompetens på sjuhusens traumaenheter. Reportrar: Mikael Funke och Jonas Alsgren Dessutom en uppföljning av en tidigare granskning (avsnittet sänt 22 mars 2009), om barnamorden i Arboga i mars 2008. Reporter: Magnus Wennerholm |                                                  |                   |
| 6 | "En stad i skräck / Tidningskriget"              | 31 oktober 2010   |
| Om de återkommande skjutningarna i Malmö mot personer med invandrarbakgrund (senare knutna till mördaren Peter Mangs). Reportrar: Andreas Rocksén och Nicolai Grant Även om tidningsmakaren Karl-Arvid Andersson (Norra Hallands veckoblad) och konkurrensen på den lokala tidningsmarknaden i Kungsbacka. Reporter: Magnus Wennerholm                                                                                                  |                                                  |                   |
| 7 | "Skrämd till tystnad"                            | 7 november 2010   |
| Om så kallade "visselblåsare" och skyddet för anställda som larmar om missförhållanden på sina arbetsplatser. Reporter: Calle Magnell |                                                  |                   |
| 8 | "Order på låtsas"                                | 14 november 2010  |
| Om dödsfall som skett under militärövningar. Reporter: Andreas Rocksén |                                                  |                   |
| 9 | "Stackars stackars Söderhamn"                    | 21 november 2010  |
| Om bruksorten Söderhamn och varför kommunen blev Sverigedemokraternas starkaste fäste norr om Blekinge i valet 2010. Reporter: Björn Häger |                                                  |                   |
| 10 | "Sanningen om Walther Sommerlath"                | 28 november 2010  |
| Om drottning Silvias far, Walther Sommerlath, hans relation till den nazityska regimen och vad drottning Silvia visste om hans förflutna. Reportrar: Mats Deland, Fredrik Quistbergh och Henrik Brandão Jönsson. Se även artikeln Sanningen om Sommerlath. |                                                  |                   |
| 11 | "Sanningen om Walther Sommerlath del 2"          | 5 december 2010   |
| Fortsättning av det föregående avsnittet (sänt 28 november 2010), om drottning Silvias far, Walther Sommerlath. Reportrar: Mats Deland, Fredrik Quistbergh och Henrik Brandão Jönsson. Se även artikeln Sanningen om Sommerlath. |                                                  |                   |
| 12 | "- / Narkolepsibarnen"                           | 12 december 2010  |
| Fortsättning av det föregående avsnittet (sänt 5 december 2010), om drottning Silvias far, Walther Sommerlath. Även om huruvida det finns något samband mellan barn som drabbats av narkolepsi och massvaccinationen med vaccinet Pandemrix mot svininfluensa år 2009. Reporter: Andreas Rocksén |                                                  |                   |

## 2011
Under våren 2011 var inledningsvis programmets sändningsdag torsdagar med enligt programtablån sändningstid kl. 21:00-22:00. Vårsäsongens tre sista avsnitt sändes på söndagar enligt programtablån kl. 18:00-19:00. Under hösten sändes halvtimmeslånga avsnitt på onsdagar enligt programtablån kl. 21:30-22:00.
Programledare för minst fem av de sju avsnitt som sändes under våren år 2011 var Cicci Hallström och programledare för de åtta avsnitt som sändes under hösten var Lennart Ekdal.
| Nr | Avsnitt                        | Sändes           |
| --- | ------------------------------ | ---------------- |
| 1 | "Att leva utan magsäck"        | 10 mars 2011     |
| Om så kallade "gastrisk bypass"-operationer, en typ av kirurgisk operation syftande till viktminskning. Reportrar: Katarina Franck, Magnus Wennerholm och Markus Junghard |                                |                  |
| 2 |                                | 17 mars 2011     |
| Om vården av sällskapsdjur. Reportrar: Therese Bergstedt och Phil Poysti. Även fortsättning av en tidigare granskning (avsnittet sänt 12 december 2010), om narkolepsi och massvaccinationen mot svininfluensa. |                                |                  |
| 3 | "Därför fick inte Carla hjälp" | 24 mars 2011     |
| Om polisens agerande i fallet Carla Saado, som mördades av sin före detta make dagen efter att hon larmat polisen om mannens mordhot mot henne och deras barn. Reporter: Cicci Hallström. Även ett inslag där Kalla faktas 20-årsjubileum uppmärksammas, med medverkande av tidigare programledaren Jan Guillou och tillbakablickar på några inslag från perioden. Reporter: Magnus Wennerholm |                                |                  |
| 4 |                                | 31 mars 2011     |
| Om polisens beslag av barnpornografi. Reporter: Håkan Enmark |                                |                  |
| 5 |                                | 8 maj 2011       |
| Om inställningen till homosexuella inom Frälsningsarmén. |                                |                  |
| 6 | "- / "Vanlig hårfärg""         | 15 maj 2011      |
| Uppföljning av en tidigare granskning (avsnitt sända 28 november 2010 och 5 december 2010), om drottning Silvias far, Walther Sommerlath, hans relation till den nazityska regimen och vad drottning Silvia visste om hans förflutna. Reporter: Cecilia Wanger. Även om hårfärgningsmedel. Reportrar: Carolina Jemsby och Katarina Johansson                                                   |                                |                  |
| 7 | "Konsten att sälja ett plan"   | 22 maj 2011      |
| Om försäljningen av JAS-Gripen till Sydafrika. Reportrar: Erik Dalunde och Per Hermanrud. Därefter studiosamtal med Erik Dalunde och Håkan Buskhe (VD för Saab). |                                |                  |
| 1 |                                | 2 november 2011  |
| Om säkerheten på svenska förskolor. Reporter: Jonas Alsgren |                                |                  |
| 2 |                                | 9 november 2011  |
| Om en bedragare som säljer falska hyreslägenhetskontrakt. Reporter: Susanne Edmark |                                |                  |
| 3 |                                | 16 november 2011 |
| Om terroristens bakgrund i fallet med bombdåden i Stockholm 2010. |                                |                  |
| 4 |                                | 23 november 2011 |
| Om SOS Alarm och ett fall där en kvinna och ett ungt barn blev påkörda och där ambulansen dröjde så länge att barnet avled. Reporter: Ulla Danné |                                |                  |
| 5 |                                | 30 november 2011 |
| Om förekomst av prostitution på thaimassagesalonger i Sverige. Reportrar: Håkan Enmark, Camilla Ziedorn, Ka Dula, Jens Tholin och Michael Ek |                                |                  |
| 6 |                                | 7 december 2011  |
| Om botox-injektioner. Reportrar: David N. Hamne och Mikaela Lundblad |                                |                  |
| 7 |                                | 14 december 2011 |
| Om handeln med aktierobotar inom den svenska börshandeln. Reporter: Lennart Peterson |                                |                  |
| 8 |                                | 21 december 2011 |
| Om svenskar som arbetar i Norge. Reporter: Calle Magnell |                                |                  |

## 2012
Under år 2012 sändes programmet på onsdagar enligt programtablån ca kl. 21:30-22:00. Det enda undantaget från detta var vårsäsongens inledande specialavsnitt, som sändes kl. 21:00-22:00.
Programledare för de sjutton avsnitt (inkl. ett specialavsnitt) som sändes under år 2012 var Lennart Ekdal.
| Nr | Avsnitt                                       | Sändes           |
| --- | --------------------------------------------- | ---------------- |
| 1 | "Kalla fakta special: Arvet efter Sommerlath" | 18 januari 2012  |
| Uppföljning av en tidigare granskning (avsnittet sänt 15 maj 2011), om drottning Silvias far, Walther Sommerlath. Reportrar: Lisa Grenfors, Henrik Brandão Jönsson och Johan Åsard                                                           |                                               |                  |
| 2 |                                               | 21 mars 2012     |
| Om hur Internationella åklagarkammaren i Göteborg hanterat ett fall rörande en utredning av en svensks dödsfall i Grekland. Granskningsnämnden för radio och TV kritiserade avsnittet för bristande saklighet, men friade det i sitt beslut. |                                               |                  |
| 3 |                                               | 28 mars 2012     |
| Om fallet med en för tidigt född flicka som dog på Karolinska sjukhuset och där en barnläkare anklagats för att ha avslutat barnets liv med en överdos sömnmedel. Reporter: Andreas Rocksén                                                  |                                               |                  |
| 4 |                                               | 4 april 2012     |
| Om kosmetikakedjan Make Up store, som kritiseras av före detta franchisetagare. |                                               |                  |
| 5 |                                               | 11 april 2012    |
| Om Statens medieråd och våldsamma datorspel. Granskningsnämnden för radio och TV kritiserade avsnittet för bristande saklighet, men friade det i sitt beslut.                                                                                |                                               |                  |
| 6 |                                               | 18 april 2012    |
| Om polisens jakt på en motorcykelförare som slutade med en krasch in i en vägbom. |                                               |                  |
| 7 |                                               | 25 april 2012    |
| Om ett fall med en man som begick självmord efter ett negativt besked från socialtjänsten. |                                               |                  |
| 8 |                                               | 2 maj 2012       |
| Om Plymouthbrödernas friskola Laboraskolan i småländska Hylte. |                                               |                  |
| 9 |                                               | 16 maj 2012      |
| Om två svenska män som för människohandel dömts till livstids fängelse i Filippinerna. |                                               |                  |
| 1 |                                               | 17 oktober 2012  |
| Om Parken Zoo i Eskilstuna och anklagelser om missförhållanden när det kommer till hur djurparken hanterar sina djur. Reporter: Sara Recabarren                                                                                              |                                               |                  |
| 2 |                                               | 24 oktober 2012  |
| Om butikskedjan Hennes & Mauritz och arbetsvillkoren för dem som syr de kläder som företaget säljer i sina butiker. |                                               |                  |
| 3 |                                               | 31 oktober 2012  |
| Om två systrar som nekats hjälp av socialtjänsten efter att ha flytt missförhållanden i hemmet. |                                               |                  |
| 4 |                                               | 7 november 2012  |
| [ 3 ] |                                               |                  |
| 5 |                                               | 21 november 2012 |
| Om mutmisstankar i samband med en affär i slutet av 1990-talet, där Sverige och Saab sålde stridsflygplan av typ Gripen till Sydafrika. |                                               |                  |
| 6 |                                               | 28 november 2012 |
| Fortsättning från föregående avsnitt (sänt 21 november 2012), om mutmisstankar i samband med försäljning av stridsflygplan av typ Gripen till Sydafrika.                                                                                     |                                               |                  |
| 7 |                                               | 5 december 2012  |
| Om Hells Angels expansion i Sverige. |                                               |                  |
| 8 |                                               | 12 december 2012 |
| Fortsättning av en tidigare granskning (avsnittet sänt 24 oktober 2012), om butikskedjan Hennes & Mauritzs agerande i Bangladesh. |                                               |                  |

## 2013
Under år 2013 sändes programmet på söndagar enligt programtablån kl. 19:30-20:00. Det enda undantaget från detta var ett specialavsnitt i december 2013, som sändes en torsdag kl. 21:00-22:00.
Programledare för de sjutton ordinarie avsnitt (ej specialavsnitt) som sändes under år 2013 var Lena Sundström.
| Nr | Avsnitt                          | Sändes           |
| --- | -------------------------------- | ---------------- |
| 1 |                                  | 10 mars 2013     |
| Om barnhemmet Oasen i Småland och vittnesmål från boende på hemmet om missförhållanden. Reportrar: Sara Recabarren och Per Hermanrud                                                                           |                                  |                  |
| 2 | "Thomas Quick"                   | 17 mars 2013     |
| Om Sture Bergwall/Thomas Quick. Reporter: Ulf Traneborn |                                  |                  |
| 3 | "Diagnos död"                    | 24 mars 2013     |
| Om ett par som fick det felaktiga beskedet att fostret kvinnan bar hade dött under graviditeten. |                                  |                  |
| 4 | "Människohandel"                 | 31 mars 2013     |
| Om människohandel i form av personer som betalat för ett svenskt arbetstillstånd men blir lurade och utnyttjade.                                                                                               |                                  |                  |
| 5 | "Cash is king"                   | 7 april 2013     |
| Om kopparstölder som bland annat orsakar tågförseningar och om metallföretag som köper stulen koppar. |                                  |                  |
| 6 | "Sverige och drönarkriget"       | 14 april 2013    |
| Om den europeiska militära drönaren Neuron. |                                  |                  |
| 7 | "Vaccinationsvalet"              | 21 april 2013    |
| Om HPV-vaccinet Gardasil. |                                  |                  |
| 8 | "Brott utan straff"              | 28 april 2013    |
| Om äldre personer som begår brott men särbehandlas av rättssystemet. |                                  |                  |
| 9 | "Ryanair"                        | 5 maj 2013       |
| Om flygbolaget Ryanair. |                                  |                  |
| 1 | "Regeringens rökridåer"          | 27 oktober 2013  |
| Om regeringens agerande gällande rökning, som påstås gynna tobaksindustrin. Reporter: Erik Palm |                                  |                  |
| 2 | "Ung, snygg och torsk"           | 3 november 2013  |
| Om att unga män är en växande kategori av sexköpare i Sverige. Reportrar: Martin Fredriksson, Urban Björk och Rickard Anjemo                                                                                   |                                  |                  |
| 3 | "Avslag till varje pris"         | 10 november 2013 |
| Om kommuner som låter utbilda handläggare att ge avslag till personer med funktionsnedsättning som ansökt om stöd enligt lagen om stöd och service till vissa funktionshindrade (LSS). Reporter: Jonas Alsgren |                                  |                  |
| 4 | "På farlig kurs"                 | 17 november 2013 |
| Om Luftfartsverket och kritik om brister i säkerhetsarbetet. Reporter: Jessica Josefsson |                                  |                  |
| 5 | "Gift i glaset"                  | 24 november 2013 |
| Om tillsatser och bekämpningsmedel inom vinproduktion. Reporter: Per Hermanrud |                                  |                  |
| 6 | "Lögner på menyn"                | 1 december 2013  |
| Om restauranger i Sverige där krögare köper kött av tvivelaktig kvalitet på den svarta marknaden och lurar sina kunder om var råvarorna kommer ifrån. Reporter: Sara Recabarren                                |                                  |                  |
| 7 | "Kalla fakta special: Skolsnusk" | 5 december 2013  |
| Om miljön i skolor. |                                  |                  |
| 8 | "Läderslavarna"                  | 8 december 2013  |
| Om arbetsförhållanden inom läderbranschen i Bangladesh. Reporter: Lasse Wierup |                                  |                  |
| 9 | "Knutby"                         | 15 december 2013 |
| Om filadelfiaförsamlingen i Knutby tio år efter det som kom att kallas "Knutbydramat". Reporter: Lindah C. Mohlin och Phil Poysti                                                                              |                                  |                  |

## 2014
Under våren 2014 sändes programmet inledningsvis på söndagar enligt programtablån kl. 19:30-20:00, men redan efter två avsnitt byttes sändningsdagen till tisdagar och sändningstiden till kl. 21:30-22:00 (enda undantaget säsongens sista avsnitt, som sändes en onsdag). Även höstens avsnitt sändes på tisdagar med sändningstid kl. 21:30-22:00, förutom höstsäsongens inledande specialavsnitt, som sändes kl. 21:00-22:00.
Programledare för de sexton ordinarie avsnitt (ej specialavsnitt) som sändes under år 2014 var Jenny Alversjö.
| Nr | Avsnitt                            | Sändes            |
| --- | ---------------------------------- | ----------------- |
| 1 | "Lögnen om barnen"                 | 9 mars 2014       |
| Om Stora Ensos verksamhet genom en underleverantör i Pakistan. Reporter: Camilla Ziedorn                                                                                       |                                    |                   |
| 2 | "Generation Cannabis"              | 16 mars 2014      |
| Om ungdomars missbruk av cannabis i Sverige. Reporter: Ritva Rönnberg |                                    |                   |
| 3 | "Den stora felräkningen"           | 25 mars 2014      |
| Om svenska elevers försämrade resultat i skolämnet matematik och hur den svenska skolans matematikundervisning skiljer sig från vissa andra länders. Reporter: Sara Recabarren |                                    |                   |
| 4 | "Förnekelsens finrum"              | 1 april 2014      |
| Om Svensk-Tyska föreningen och kritik från historiker som hävdar att föreningen inte gjort upp med sitt nazistiska förflutna.                                                  |                                    |                   |
| 5 | "På laglöst vatten"                | 8 april 2014      |
| Om kryssningsfartygen på Östersjön och brott som begås på färjorna. Reportrar: Urban Björk och Rickard Anjemo                                                                  |                                    |                   |
| 6 | "MH 370 – flygplanet som försvann" | 15 april 2014     |
| Om Malaysia Airlines Flight 370 (MH370), som försvann under en flygning mellan Malaysia och Kina i mars 2014. Reporter: Andreas Rocksén                                        |                                    |                   |
| 7 | "Smutsigt guld"                    | 22 april 2014     |
| Om rån mot guldbutiker i Sverige och huruvida guldbutiker följer lagen när de köper in guld från privatpersoner, så att inte stöldgods köps in. Reporter: Håkan Enmark         |                                    |                   |
| 8 | "Au pair-flickan från Nepal"       | 7 maj 2014        |
| Om hur au pair-systemet utnyttjas av kriminella i människohandelssyfte. Reporter: Lennart Hultman Boye                                                                         |                                    |                   |
| 1 | "Kalla fakta special - om vården"  | 2 september 2014  |
| Om den svenska vården. |                                    |                   |
| 2 | "Stora bränder startar som små"    | 23 september 2014 |
| Om den svenska brandkåren. Reporter: Jonas Alsgren |                                    |                   |
| 3 | "Det mörka nätet"                  | 30 september 2014 |
| Om brottslighet på Darknet. Reporter: Sara Recabarren |                                    |                   |
| 4 | "Det förgiftade dricksvattnet"     | 7 oktober 2014    |
| Om kemikalieutsläpp (PFAS) som påverkat dricksvattnet i Kallinge i Blekinge. Reporter: Andreas Rocksén                                                                         |                                    |                   |
| 5 | "När ingen ser på"                 | 14 oktober 2014   |
| Om privata vårdföretag som förmedlar familjehem eller utöver tillsynen av familjehem. Reporter: Håkan Enmark                                                                   |                                    |                   |
| 6 | "Det dolda verkstadsfusket"        | 21 oktober 2014   |
| Om bilverkstäder som lurar sina kunder vid service eller reparation. Reporter: Rickard Anjemo och Urban Björk                                                                  |                                    |                   |
| 7 | "Mirakel till salu"                | 28 oktober 2014   |
| Om den så kallade karismatiska kristna rörelsen. Reportrar: Susanna Nygren och Jonas Alsgren                                                                                   |                                    |                   |
| 8 | "Barn på sexmarknaden"             | 4 november 2014   |
| Om hur barn riskerar att komma i kontakt med sexköpare. Reporter: Sara Recabarren                                                                                              |                                    |                   |
| 9 | "Bomullens pris"                   | 11 november 2014  |
| Uppföljning av en tidigare granskning (avsnitt sända 24 oktober 2012 resp. 12 december 2012), om klädkedjan Hennes & Mauritz agerande i låglöneländer.                         |                                    |                   |

## 2015
Under år 2015 sändes programmet på tisdagar enligt programtablån kl. 21:00-22:00. De enda undantagen från detta var vårsäsongens två sista avsnitt, som istället sändes på onsdagar.
Programledare för de tolv avsnitt som sändes under år 2015 var Nicke Nordmark.
| Nr | Avsnitt                     | Sändes           |
| --- | --------------------------- | ---------------- |
| 1 | "Slav i Sverige"            | 12 maj 2015      |
| Om att en del rumänska tiggare i Sverige lever under slavliknande förhållanden. Reportrar: Phil Poysti och Sara Recabarren |                             |                  |
| 2 | "Bakom fabriksgrindarna"    | 19 maj 2015      |
| Om svenska landstings upphandling och anskaffning av datorer och frågan om socialt ansvarstagande. Reporter: Camilla Ziedorn Granskningsnämnden för radio och TV kritiserade avsnittet för bristande saklighet, men friade det i sitt beslut. |                             |                  |
| 3 | "Lurad av tandläkaren"      | 26 maj 2015      |
| Om tandläkare som lurar patienter. Reporter: Jonas Alsgren |                             |                  |
| 4 | "Smugglarnas väg"           | 2 juni 2015      |
| Om hur organiserade langare utnyttjar reglerna för införsel av alkohol till Sverige från övriga EU. Reportrar: Rickard Anjemo och Urban Björk                                                                                                 |                             |                  |
| 5 | "Spelet om BB Sophia"       | 10 juni 2015     |
| Om förlossningsvården vid den privata kliniken BB Sophia i Stockholm och frågor om patientsäkerheten. Reporter: Johan Åsard |                             |                  |
| 6 | "Lagen och lidandet"        | 17 juni 2015     |
| Om missförhållanden inom djurhållningen i svensk köttproduktion. Reporter: Håkan Enmark. Även uppföljande inslag om fyra av säsongens tidigare granskningar.                                                                                  |                             |                  |
| 1 | "Den hemliga kontrollen"    | 6 oktober 2015   |
| Om läkare på svenska vårdcentraler som utför oskuldskontroller på unga kvinnor. Reporter: Per Hermanrud |                             |                  |
| 2 | "Lappjävlar"                | 13 oktober 2015  |
| Om tjuvjakt på ren och hat mot samer i Gällivaretrakten. Reportrar: Hasse Johansson och Nicke Nordmark |                             |                  |
| 3 | "Brott utan straff"         | 20 oktober 2015  |
| Om notoriska rattfyllerister. Reporter: Håkan Enmark |                             |                  |
| 4 | "Pass till salu"            | 27 oktober 2015  |
| Om svarthandeln med pass. Reportrar: Johan Romin och Hasse Johansson |                             |                  |
| 5 | "Den förbjudna skogen"      | 3 november 2015  |
| Om ett skogsprojekt i norra Uganda som finansieras av Sverige. Reportrar: Camilla Ziedorn och Jonas Alsgren |                             |                  |
| 6 | "Mitt barn är en IS-soldat" | 10 november 2015 |
| Om anhöriga till personer som anslutit sig till IS. Reporter: Sara Recabarren |                             |                  |

## 2016
Under år 2016 sändes programmet på tisdagar enligt programtablån kl. 21:00-22:00. Det enda undantaget var vårsäsongens sista avsnitt, som sändes en torsdag.
Programledare för de tolv avsnitt som sändes under år 2016 var Nicke Nordmark.
| Nr | Avsnitt                            | Sändes            |
| --- | ---------------------------------- | ----------------- |
| 1 |                                    | 3 maj 2016        |
| Om att vissa av taxibolaget Taxi Stockholms förare misstänks medverka till gatuprostitutionen på Malmskillnadsgatan i Stockholm.                                                                               |                                    |                   |
| 2 |                                    | 10 maj 2016       |
| Om inkassoföretags metoder. |                                    |                   |
| 3 |                                    | 24 maj 2016       |
| Om att företag utnyttjar unga för att komma över pensionssparares pengar. |                                    |                   |
| 4 | "Kvinnorna på Trängslet"           | 31 maj 2016       |
| Om situationen på boendet för asylsökande i Trängslet i norra Dalarna och anklagelser om att Migrationsverket ska ha ignorerat larm om övergrepp mot kvinnor och flickor på boendet. Reporter: Camilla Ziedorn |                                    |                   |
| 5 |                                    | 7 juni 2016       |
| Om en hemlig rörelse som bekämpar terrorister i svenska förorter. Även intervju med personer inom den irakiska säkerhetspolisen.                                                                               |                                    |                   |
| 6 |                                    | 9 juni 2016       |
| Om en härva av mutor och korruption inom fotbollsförbundet Fifa och även om Uefa. |                                    |                   |
| 1 | "De verkliga p-syndarna"           | 6 september 2016  |
| Om parkeringsbranschen och att parkeringsböter ska ha blivit en kassako för svenska kommuner. Reportrar: Håkan Enmark och Jonas Alsgren                                                                        |                                    |                   |
| 2 | "Spökstaden"                       | 13 september 2016 |
| Om en konflikt i Folkesta mellan villa- och radhusägare och Eskilstuna kommun. Reporter: Johan Åsard |                                    |                   |
| 3 | "Krigsförbrytarna mitt ibland oss" | 20 september 2016 |
| Om misstänkta krigsförbrytare i Sverige. Reporter: Per Hermanrud |                                    |                   |
| 4 | "Skotten i Bagarmossen"            | 6 december 2016   |
| Om fallet med en man som sköts ihjäl av polisen i stadsdelen Bagarmossen i södra Stockholm i juni 2016. Reporter: Sara Recabarren                                                                              |                                    |                   |
| 5 | "Utsparkade"                       | 13 december 2016  |
| Om arbetskraftsinvandrare som utvisas ur Sverige efter misstag begångna av deras arbetsgivare. Reporter: Johan Åsard                                                                                           |                                    |                   |
| 6 | "Pensionärsfällan"                 | 20 december 2016  |
| Om hur försäkringsrådgivare ska ha lurat pensionärer att ta onödiga och dyra lån. Reporter: Kerstin Wersäll |                                    |                   |

## 2017
Under vårsäsongen 2017 sändes programmet på samma dag och tid som under år 2016: tisdagar, enligt programtablån kl. 21:00-22:00. Under höstsäsongen sändes programmet istället på måndagar enligt programtablån kl. 20:00-21:00.
Programledare för de tolv avsnitt som sändes under år 2017 var Nicke Nordmark.
| Nr | Avsnitt                     | Sändes            |
| --- | --------------------------- | ----------------- |
| 1 | "Sheriffen på nätet"        | 10 januari 2017   |
| Om en hackare som skapat ett datorprogram för att spåra förövare av sexuella övergrepp mot barn på nätet. Reportrar: Hasse Johansson och Nicke Nordmark               |                             |                   |
| 2 | "På liv och död"            | 17 januari 2017   |
| Om socialtjänstens stöd till kvinnor som blir misshandlade av sina män. Reporter: Camilla Ziedorn                                                                     |                             |                   |
| 3 | "Slottsherren"              | 24 januari 2017   |
| Om att visselblåsare slagit larm om misstänkt korruption inom myndigheten Statens fastighetsverk gällande Rosersbergs slott. Reportrar: Per Hermanrud och Phil Poysti |                             |                   |
| 4 | "De olönsamma barnen"       | 21 mars 2017      |
| Om det fria skolvalet. |                             |                   |
| 5 | "Flykten från moralpolisen" | 4 april 2017      |
| Om självpåtagna moralpoliser i Stockholms förorter som trakasserar kvinnor.                                                                                           |                             |                   |
| 6 | "Terroristen Akilov"        | 9 maj 2017        |
| Om gärningsmannen bakom terrordådet i Stockholm 2017. Reportrar: Per Hermanrud, Jessica Josefsson och Alexander Hultman                                               |                             |                   |
| 1 | "Hotet inifrån SD"          | 25 september 2017 |
| Om vad som händer när sverigedemokratiska politiker för fram anklagelser om brott inom det egna partiet. Reporter: Sara Recabarren                                    |                             |                   |
| 2 | "Fotbollssyndikatet"        | 2 oktober 2017    |
| Om matchfixning inom fotboll i Sverige. |                             |                   |
| 3 | "Monstret"                  | 9 oktober 2017    |
| Om fallet från sommaren 2016 där en pappa kastade sitt ettåriga barn ner i betongen vid en kraftverksdamm.                                                            |                             |                   |
| 4 | "Stugupproret"              | 16 oktober 2017   |
| Om kommuners utbyggnadsplaner för vatten och avlopp som kan bli dyra för enskilda.                                                                                    |                             |                   |
| 5 | "Kasinofällan"              | 23 oktober 2017   |
| Om spelbolag och vilket ansvar de tar vid misstänkt spelberoende. |                             |                   |
| 6 | "Mutorna längs vägen"       | 13 november 2017  |
| Om en muthärva inom Trafikverket vad gäller tjänstemäns relation till företag som utför vägmålning.                                                                   |                             |                   |

## 2018
Under våren 2018 sändes programmet på måndagar enligt programtablån kl. 21:00-22:00. Höstens program hade varierande sändningsdag och -tid: höstsäsongens tre första avsnitt sändes tisdagar kl. 21:00-22:00, medan säsongens tre sista avsnitten sändes på måndagar (två av dessa avsnitt hade dessutom ändrad sändningstid till kl. 20:00-21:00).
Programledare för de tolv avsnitt som sändes under år 2018 var Nicke Nordmark.
| Nr | Avsnitt                 | Sändes            |
| --- | ----------------------- | ----------------- |
| 1 | "Spelet om assistansen" | 22 januari 2018   |
| Om statlig assistans som nekats eller dragits in för personer trots läkarintyg.                                   |                         |                   |
| 2 | "Fallet Sannah"         | 29 januari 2018   |
| Om en 15-årig flicka som anmälde en våldtäkt, men själv blev dömd för brott.                                      |                         |                   |
| 3 | "SFI-bluffen"           | 5 februari 2018   |
| Om privat driven SFI-undervisning. Reporter: Sara Recabarren                                                      |                         |                   |
| 4 | "Läkare utan ansvar"    | 28 maj 2018       |
| Om den nya patientsäkerhetslagen. Reporter: Johan Åsard.                                                          |                         |                   |
| 5 | "Nämndemännen"          | 4 juni 2018       |
| Om ekonomiskt fusk bland nämndemän i Sverige. Reporter: Håkan Enmark.                                             |                         |                   |
| 6 | "Annonsbluffarna"       | 11 juni 2018      |
| Om bluffannonser där kändisars ansikten används. Reporter: Axel Ellung.                                           |                         |                   |
| 1 | "Klimathotet"           | 11 september 2018 |
| Om vad Sveriges politiker gjort för att minska koldioxidutsläppen.                                                |                         |                   |
| 2 | "Slutstationen"         | 18 september 2018 |
| Om barnhospiset Lilla Erstagården.                                                                                |                         |                   |
| 3 | "Tunneln"               | 25 september 2018 |
| Om skattepengar som försvunnit i samband med arbetet med Söderledstunneln i Stockholm. Reporter: Camilla Ziedorn. |                         |                   |
| 4 | "De osynliga barnen"    | 3 december 2018   |
| Om elever som är så kallade "hemmasittare".                                                                       |                         |                   |
| 5 | "Morden i Hallonbergen" | 10 december 2018  |
| Om brister i vittnesskyddet i samband med mord i Hallonbergen i Sundbybergs kommun.                               |                         |                   |
| 6 | "Utanför laget"         | 17 december 2018  |
| Om bristande inkludering av barn med transidentitet inom fotbollen i Sverige.                                     |                         |                   |

## 2019
Under år 2019 sändes programmet huvudsakligen på måndagar enligt programtablån kl. 20:00-21:00, men ett avsnitt sändes istället en tisdag och vissa avsnitt hade sändningstid kl. 21:00-22:00.
Programledare för de sex avsnitt som sändes under höstsäsongen år 2019 var Nicke Nordmark.
| Nr | Avsnitt                     | Sändes           |
| --- | --------------------------- | ---------------- |
| 1 | "I Oskars fotspår"          | 21 januari 2019  |
| Om brister inom psykiatrin och missbrukarvården.                                                                                                |                             |                  |
| 2 | "De utpekade"               | 28 januari 2019  |
| Om rasprofilering i Sverige. |                             |                  |
| 3 | "Förövarna bakom skärmen"   | 4 februari 2019  |
| Om filmade sexuella övergrepp mot barn som sprids via Internet.                                                                                 |                             |                  |
| 4 | "Resan till världens ände"  | 27 maj 2019      |
| Om en rysk fossilgasanläggning som byggts på arktiska Jamalhalvön med stöd av Sverige.                                                          |                             |                  |
| 5 | "Circle of the Golden Lion" | 3 juni 2019      |
| Om svenska reservofficerare som ingår i organisationen Circle of the Golden Lion (COGL).                                                        |                             |                  |
| 6 | "Barnflickorna"             | 18 juni 2019     |
| Om svenska au pairers situation i USA. |                             |                  |
| 1 | "Kommittén"                 | 28 oktober 2019  |
| Om ett antagningsförfarande till tandläkarutbildningen på Karolinska Institutet som gynnar KI-anställdas barn.                                  |                             |                  |
| 2 | "Barnen i Ystad"            | 4 november 2019  |
| Om det medialt uppmärksammade fallet med en familj i Ystads kommun där barnen ska ha hållits isolerade av föräldrarna.                          |                             |                  |
| 3 | "Glamourmodellerna"         | 25 november 2019 |
| Om så kallade "glamourmodeller". |                             |                  |
| 4 | "ID-fabriken"               | 2 december 2019  |
| Om nyanlända som utnyttjas på arbetsmarknaden.                                                                                                  |                             |                  |
| 5 | "Vecka 42"                  | 9 december 2019  |
| Om arbetet med att minska antalet dödfödda. |                             |                  |
| 6 | "Guldkalven"                | 16 december 2019 |
| Om den för sexualbrott dömde fotbollsspelaren Kingsley Sarfo och vad fotbollsklubbar och agenter kände till om hans liv utanför fotbollsplanen. |                             |                  |

## 2020
Programledare för de tre första avsnitten som sändes under vårsäsongen år 2020 var Nicke Nordmark.
| Nr | Avsnitt                      | Sändes           |
| --- | ---------------------------- | ---------------- |
| 1 | "Myndigheten och fördomarna" | 3 februari 2020  |
| Om Arbetsförmedlingen och dess uppgift att hjälpa nyanlända till jobb.                                                             |                              |                  |
| 2 | "Den sjuka hemtjänsten"      | 17 februari 2020 |
| Om incidenter inom hemtjänsten. |                              |                  |
| 3 | "Knarkdöden i Vilhelmina"    | 24 februari 2020 |
| Om en ökning av narkotikarelaterade dödsfall i Vilhelmina och polisens och socialtjänstens arbete för att stoppa den utvecklingen. |                              |                  |

## Källhänvisningar
1. 1 2 3 4 5 6 7 8 9 10 11 12 13 14 15 16 17 18 19 20 21 22 23 24 25 26 27 28 29 30 31 32 33 34 35 36 37 38 39 40 41 42 43 44 45 46 47 48 49 50 51 52 53 54 55 56 57 58 59 60 61 62 63 64 65 66 67 68 69 70 71 72 73 74 75 76 77 78 79 80 81 82 83 84 85 86 87 88 89 90 91 92 93 94 95 96 97 98 99 100 101 102 103 104 105 106 107 108 109 110 111 112 113 114 115 116 117 118 119 120 121 122 123 124 125 126 127 128 129 130 131 132 133 134 135 136 137 138 139 140 141 142 143 144 145 146 147 148 149 150 151 152 153 154 155 156 157 158 159 160 161 162 163 164 165 166 167 168 169 170 171 172 173 174 175 176 177 178 179 180 181 182 183 184 185 186 187 188 189 190 191 192 193 194 195 196 197 198 199 200 201 202 203 204 205 206 207 208 209 210 211 212 213 214 215 216 217 218 219 220 221 222 223 224 225 226 227 228 229 230 231 232 233 234 235 236 237 238 239 240 241 242 243 244 245 246 247 248 249 250 251 252 253 254 255 256 257 258 259 260 261 262 263 264 265 266 267 268 269 270 271 272 273 274 275 276 277 278 279 280 281 282 283 284 285 286 287 288 289 290 291 292 293 294 295 296 297 298 299 300 301 302 303 304 305 306 307 308 309 310 311 312 313 314 315 316 317 318 319 320 321 322 323 324 325 326 327 328 329 330 331 332 333 334 335 336 337 338 339 340 341 342 343 344 345 346 347 348 349 350 351 352 353 354 355 356 357 358 359 360 361 362 363 364 365 366 367 368 369 370 371 372 373 374 375 376 377 378 379 380 381 382 383 384 385 386 387 388 389 390 391 392 393 394 395 396 397 398 399 400 401 402 403 404 405 406 407 408 409 410 411 412 413  Svensk mediedatabas, TV4 Riks programtablå för respektive sändningsdatum och (i förekommande fall) beskrivning av avsnittsinnehåll.
2. ↑  Till avsnittets innehåll refereras i Kalla fakta-avsnittet sänt i TV4 24 mars 2011: ”Kalla fakta: Fallet Carla Saado - TV4”. Kalla fakta (TV4). YouTube.com. 18 december 2014. https://www.youtube.com/watch?v=AeqBGCmVJu8. Läst 13 mars 2020.
3. 1 2 3 4 5 6 7 8 9 10 11 12 13 14 15 16 17 18 19 20 21 22 23 24 25 26 27 28 29 30 31 32 33 34 35 36 37 38 39 40 41 42 43 44 45 46 47 48 49 50 51 52 53 54 55 56 57 58 59 60 61 62 63 64 65 66 67 68 69 70 71 72 73 74 75 76 77 78 79 80 81 82 83 84 85 86 87 88 89 90 91 92 93 94 95 96 97 98 99 100 101 102 103 104 105 106 107 108 109 110 111 112 113 114 115 116 117 118 119 120 121 122 123 124 125 126 127 128 129 130 131 132 133 134 135 136 137 138 139 140 141 142 143 144 145 146 147 148 149 150 151  Svensk mediedatabas, TV4 Riks programtablå för respektive sändningsdatum (beskrivning av avsnittsinnehåll saknas dock).
4. ↑  Svensk mediedatabas, TV4 Riks 1991-11-16 med hänvisning till sändningsdatumet 14 november 1991.
5. ↑  Svensk mediedatabas, TV4 Riks 2000-01-28 med hänvisning till programinnehållet för sändningen från 23 januari 2000.
6. ↑  Gustafsson, Thomas (5 april 2001). ”- Jag har levt i en lögn”. Aftonbladet. https://www.aftonbladet.se/nyheter/article10204655.ab. Läst 29 februari 2020.
7. ↑  Arnstad, Lennart (31 oktober 2002 (uppdaterad 8 mars 2011)). ”Byggfusk för 6,5 miljarder”. Aftonbladet. https://www.aftonbladet.se/nyheter/a/XwqVxE/byggfusk-for-65-miljarder. Läst 1 mars 2020.
8. ↑  Ahlquist, Martin; Lithander, Anna; Digreus, Annika (31 augusti 2002). ”Anhållne pistolmannen har pilotutbildning”. Sveriges Radio. https://sverigesradio.se/artikel/111660. Läst 23 februari 2020.
9. ↑  Ask, Anders (1 september 2002). ”Pistolman fick stor uppmärksamhet i USA”. Sveriges Radio. https://sverigesradio.se/artikel/111699. Läst 23 februari 2020.
10. ↑  Helander, Magnus (8 november 2007). ”TV4:s Göran Ellung friad i tryckfrihetsmål”. Resumé. https://www.resume.se/alla-nyheter/nyheter/tv4-s-goran-ellung-friad-i-tryckfrihetsmal/. Läst 1 mars 2020.
11. ↑  Sohlander, Annika (20 mars 2003). ”Han kommer undan”. Aftonbladet. https://www.aftonbladet.se/nyheter/a/vmemOm/han-kommer-undan. Läst 1 mars 2020.
12. ↑  Svarstad, Asbjørn (15 december 2003). ”- Falcks död var en olycka”. Aftonbladet. https://www.aftonbladet.se/nyheter/a/21BbxB/falcks-dod-var-en-olycka. Läst 1 mars 2020.
13. ↑  ”Kalla fakta del 2 - Paragraf 15b”. Kalla fakta. TV4Play.se. 2 januari 2015. Arkiverad från originalet den 7 april 2020. https://web.archive.org/web/20200407114303/https://www.tv4play.se/program/kalla-fakta/249230. Läst 31 mars 2020.
14. 1 2 3 4 5 6 7 8  ”Kalla fakta våren 2008”. Kalla fakta. TV4.se. https://www.tv4.se/kalla-fakta/artiklar/kalla-fakta-v%C3%A5ren-2008-4fc39f9a04bf72228b00980f. Läst 29 februari 2020.
15. ↑  ”Kalla fakta del 3 - Brottsplats internet”. Kalla fakta. TV4Play.se. 3 februari 2008. Arkiverad från originalet den 7 april 2020. https://web.archive.org/web/20200407115916/https://www.tv4play.se/program/kalla-fakta/259414. Läst 31 mars 2020.
16. ↑  ”Kalla fakta del 4 - En dyrköpt vinst”. Kalla fakta. TV4Play.se. 4 januari 2015. Arkiverad från originalet den 7 april 2020. https://web.archive.org/web/20200407115809/https://www.tv4play.se/program/kalla-fakta/272261. Läst 31 mars 2020.
17. ↑  ”Kalla fakta del 5 - Strået vassare än Thailand”. Kalla fakta. TV4Play.se. 17 februari 2008. Arkiverad från originalet den 7 april 2020. https://web.archive.org/web/20200407112749/https://www.tv4play.se/program/kalla-fakta/277434. Läst 31 mars 2020.
18. ↑  ”Kalla fakta del 6 - Av finaste ull del 1”. Kalla fakta. TV4Play.se. 24 februari 2008. Arkiverad från originalet den 7 april 2020. https://web.archive.org/web/20200407115844/https://www.tv4play.se/program/kalla-fakta/288840. Läst 31 mars 2020.
19. ↑  ”Kalla fakta del 7 - Av finaste ull del 2”. Kalla fakta. TV4Play.se. 2 mars 2008. Arkiverad från originalet den 7 april 2020. https://web.archive.org/web/20200407115817/https://www.tv4play.se/program/kalla-fakta/305154. Läst 31 mars 2020.
20. ↑  ”Kalla fakta del 8 - Tryggare kan ingen vara del 1”. Kalla fakta. TV4Play.se. 9 mars 2008. Arkiverad från originalet den 7 april 2020. https://web.archive.org/web/20200407114352/https://www.tv4play.se/program/kalla-fakta/326498. Läst 31 mars 2020.
21. ↑  ”Kalla fakta del 9 - Tryggare kan ingen vara del 2”. Kalla fakta. TV4Play.se. 9 januari 2015. Arkiverad från originalet den 7 april 2020. https://web.archive.org/web/20200407112806/https://www.tv4play.se/program/kalla-fakta/346634. Läst 31 mars 2020.
22. ↑  ”Kalla fakta del 10 - ...och sen är det medicinutdelning”. Kalla fakta. TV4Play.se. 10 januari 2015. Arkiverad från originalet den 7 april 2020. https://web.archive.org/web/20200407112800/https://www.tv4play.se/program/kalla-fakta/383554. Läst 31 mars 2020.
23. ↑  ”Norsk tv: "Svältkatastrofen i Niger överdrevs"”. Kalla fakta. TV4.se. 6 april 2008. https://www.tv4.se/kalla-fakta/artiklar/norsk-tv-sv%C3%A4ltkatastrofen-i-niger-%C3%B6verdrevs-4fc3942f04bf72228b00848c. Läst 29 februari 2020.
24. ↑  ”Kalla fakta del 11 - Döden i Niger”. Kalla fakta. TV4Play.se. 11 januari 2015. Arkiverad från originalet den 7 april 2020. https://web.archive.org/web/20200407112810/https://www.tv4play.se/program/kalla-fakta/415434. Läst 31 mars 2020.
25. ↑  ”Kalla fakta del 12 - Rent samvete till högt pris”. Kalla fakta. TV4Play.se. 13 april 2008. Arkiverad från originalet den 7 april 2020. https://web.archive.org/web/20200407115820/https://www.tv4play.se/program/kalla-fakta/420854. Läst 31 mars 2020.
26. ↑  ”Bidragsmiljoner håller liv i flyget”. Kalla fakta. TV4.se. 20 april 2008. https://www.tv4.se/kalla-fakta/artiklar/bidragsmiljoner-h%C3%A5ller-liv-i-flyget-4fc3955004bf72228b008675. Läst 29 februari 2020.
27. ↑  ”Kalla fakta del 13 - Fly till varje pris”. Kalla fakta. TV4Play.se. 20 april 2008. Arkiverad från originalet den 7 april 2020. https://web.archive.org/web/20200407112833/https://www.tv4play.se/program/kalla-fakta/443774. Läst 31 mars 2020.
28. ↑  ”Billig äldrevård med hjälp från skatteparadis”. Kalla fakta. TV4.se. 27 april 2008. https://www.tv4.se/kalla-fakta/artiklar/billig-%C3%A4ldrev%C3%A5rd-med-hj%C3%A4lp-fr%C3%A5n-skatteparadis-4fc395ec04bf72228b008754. Läst 29 februari 2020.
29. ↑  ”Kalla fakta del 14 - De gamla och de rika”. Kalla fakta. TV4Play.se. 14 januari 2015. Arkiverad från originalet den 7 april 2020. https://web.archive.org/web/20200407115825/https://www.tv4play.se/program/kalla-fakta/483894. Läst 31 mars 2020.
30. ↑  ”Kalla fakta del 1 - Arbogamammans pusselbitar”. Kalla fakta. TV4Play.se. 1 januari 2015. Arkiverad från originalet den 7 april 2020. https://web.archive.org/web/20200407114335/https://www.tv4play.se/program/kalla-fakta/656657. Läst 31 mars 2020.
31. ↑  ”Kalla fakta del 2 - Misstagen i Arbogafallet”. Kalla fakta. TV4Play.se. 2 januari 2015. Arkiverad från originalet den 7 april 2020. https://web.archive.org/web/20200407115824/https://www.tv4play.se/program/kalla-fakta/658191. Läst 31 mars 2020.
32. ↑  ”Kalla fakta del 3 - Advokaternas förtroende”. Kalla fakta. TV4Play.se. 3 januari 2015. Arkiverad från originalet den 7 april 2020. https://web.archive.org/web/20200407112828/https://www.tv4play.se/program/kalla-fakta/659671. Läst 31 mars 2020.
33. ↑  ”Kalla fakta del 4 - Från rebell till finansminister”. Kalla fakta. TV4Play.se. 4 januari 2015. Arkiverad från originalet den 7 april 2020. https://web.archive.org/web/20200407115828/https://www.tv4play.se/program/kalla-fakta/661403. Läst 31 mars 2020.
34. ↑  ”Kalla fakta del 5 - Fotbollsagenterna”. Kalla fakta. TV4Play.se. 5 januari 2015. Arkiverad från originalet den 7 april 2020. https://web.archive.org/web/20200407112814/https://www.tv4play.se/program/kalla-fakta/663302. Läst 31 mars 2020.
35. ↑  ”Kalla fakta del 6 - "Dom har stulit mitt barn"”. Kalla fakta. TV4Play.se. 6 januari 2015. Arkiverad från originalet den 7 april 2020. https://web.archive.org/web/20200407112838/https://www.tv4play.se/program/kalla-fakta/668014. Läst 31 mars 2020.
36. ↑  ”Kalla fakta del 7 - Vapenhandlarna”. Kalla fakta. TV4Play.se. 7 januari 2015. Arkiverad från originalet den 7 april 2020. https://web.archive.org/web/20200407115832/https://www.tv4play.se/program/kalla-fakta/671387. Läst 31 mars 2020.
37. ↑  ”Kalla fakta del 8 - Skolskjutningen i Kauhajoki”. Kalla fakta. TV4Play.se. 8 januari 2015. Arkiverad från originalet den 7 april 2020. https://web.archive.org/web/20200407112743/https://www.tv4play.se/program/kalla-fakta/673097. Läst 31 mars 2020.
38. ↑  ”Kalla fakta del 9 - Diskoteksbranden i Göteborg.”. Kalla fakta. TV4Play.se. 9 januari 2015. Arkiverad från originalet den 7 april 2020. https://web.archive.org/web/20200407114339/https://www.tv4play.se/program/kalla-fakta/674535. Läst 31 mars 2020.
39. ↑  ”Kalla fakta del 10 - Stockholmspolisen”. Kalla fakta. TV4Play.se. 10 januari 2015. Arkiverad från originalet den 7 april 2020. https://web.archive.org/web/20200407114245/https://www.tv4play.se/program/kalla-fakta/679465. Läst 31 mars 2020.
40. ↑  ”Kalla fakta del 11 - Bidragsvirtuosen”. Kalla fakta. TV4Play.se. 11 januari 2015. Arkiverad från originalet den 7 april 2020. https://web.archive.org/web/20200407114343/https://www.tv4play.se/program/kalla-fakta/681479. Läst 31 mars 2020.
41. ↑  ”Kalla fakta del 12 - Fettkriget”. Kalla fakta. TV4Play.se. 12 januari 2015. Arkiverad från originalet den 7 april 2020. https://web.archive.org/web/20200407115813/https://www.tv4play.se/program/kalla-fakta/683690. Läst 31 mars 2020.
42. ↑  ”Kalla fakta del 13 - Ett rop på hjälp”. Kalla fakta. TV4Play.se. 13 januari 2015. Arkiverad från originalet den 7 april 2020. https://web.archive.org/web/20200407114346/https://www.tv4play.se/program/kalla-fakta/685548. Läst 31 mars 2020.
43. ↑  ”Kalla fakta del 14 - Piskad till framgång”. Kalla fakta. TV4Play.se. 14 januari 2015. Arkiverad från originalet den 7 april 2020. https://web.archive.org/web/20200407114253/https://www.tv4play.se/program/kalla-fakta/687937. Läst 31 mars 2020.
44. ↑  ”Kalla fakta del 15 - Julbordsfällan”. Kalla fakta. TV4Play.se. 7 december 2008. Arkiverad från originalet den 7 april 2020. https://web.archive.org/web/20200407112754/https://www.tv4play.se/program/kalla-fakta/698810. Läst 31 mars 2020.
45. ↑  ”Kalla fakta del 1 - Dun till varje pris”. Kalla fakta. TV4Play.se. 1 februari 2009. Arkiverad från originalet den 7 april 2020. https://web.archive.org/web/20200407114348/https://www.tv4play.se/program/kalla-fakta/729261. Läst 31 mars 2020.
46. ↑  ”Kalla fakta del 3 - Spelet om gasledningen”. Kalla fakta. TV4Play.se. 3 januari 2015. Arkiverad från originalet den 7 april 2020. https://web.archive.org/web/20200407112739/https://www.tv4play.se/program/kalla-fakta/732643. Läst 31 mars 2020.
47. ↑  ”Kalla fakta del 4 - Råttorna invaderar”. Kalla fakta. TV4Play.se. 4 januari 2015. Arkiverad från originalet den 7 april 2020. https://web.archive.org/web/20200407114240/https://www.tv4play.se/program/kalla-fakta/734316. Läst 31 mars 2020.
48. ↑  ”Kalla fakta del 5 - Tjejen som får sossarna att se rött”. Kalla fakta. TV4Play.se. 2 mars 2018. Arkiverad från originalet den 7 april 2020. https://web.archive.org/web/20200407115841/https://www.tv4play.se/program/kalla-fakta/736064. Läst 31 mars 2020.
49. ↑  ”Kalla fakta del 9 - Striden om KRIS”. Kalla fakta. TV4Play.se. 9 januari 2015. Arkiverad från originalet den 7 april 2020. https://web.archive.org/web/20200407112842/https://www.tv4play.se/program/kalla-fakta/742921. Läst 31 mars 2020.
50. ↑  ”Kalla fakta del 10 - Kampen om Långvattnet”. Kalla fakta. TV4Play.se. 10 januari 2015. Arkiverad från originalet den 7 april 2020. https://web.archive.org/web/20200407112809/https://www.tv4play.se/program/kalla-fakta/745715. Läst 31 mars 2020.
51. ↑  ”Kalla fakta del 11 - Hitta min dotter!”. Kalla fakta. TV4Play.se. 11 januari 2015. Arkiverad från originalet den 7 april 2020. https://web.archive.org/web/20200407112815/https://www.tv4play.se/program/kalla-fakta/750635. Läst 31 mars 2020.
52. ↑  ”Kalla fakta del 12 - Förlamad efter kejsarsnitt”. Kalla fakta. TV4Play.se. 12 januari 2015. Arkiverad från originalet den 7 april 2020. https://web.archive.org/web/20200407112745/https://www.tv4play.se/program/kalla-fakta/753089. Läst 31 mars 2020.
53. ↑  ”Kalla fakta del 13 - När ingen vill berätta”. Kalla fakta. TV4Play.se. 13 januari 2015. Arkiverad från originalet den 7 april 2020. https://web.archive.org/web/20200407112804/https://www.tv4play.se/program/kalla-fakta/755290. Läst 31 mars 2020.
54. ↑  ”Kalla fakta del 3 - Tomma stolar”. Kalla fakta. TV4Play.se. 3 januari 2015. Arkiverad från originalet den 7 april 2020. https://web.archive.org/web/20200407112801/https://www.tv4play.se/program/kalla-fakta/835716. Läst 31 mars 2020.
55. ↑  ”Kalla fakta: Utan lagligt stöd - TV4”. Kalla fakta (TV4). YouTube.com. 19 december 2014. https://www.youtube.com/watch?v=z1bVYgDVMMA. Läst 13 mars 2020.
56. ↑  ”Kalla fakta del 5 - Det svarta guldet”. Kalla fakta. TV4Play.se. 5 januari 2015. Arkiverad från originalet den 7 april 2020. https://web.archive.org/web/20200407112818/https://www.tv4play.se/program/kalla-fakta/859877. Läst 31 mars 2020.
57. ↑  ”Kalla fakta: 11 september-konspiration - TV4”. Kalla fakta (TV4). YouTube.com. 19 december 2014. https://www.youtube.com/watch?v=MwLUBtuLAUA. Läst 13 mars 2020.
58. ↑  ”Kalla fakta: Sanningsrörelsen om 11:e september - TV4”. Kalla fakta (TV4). YouTube.com. 19 december 2014. https://www.youtube.com/watch?v=V6FMBkJjmow. Läst 13 mars 2020.
59. ↑  ”Kalla fakta: Den dolda handeln med begagnade bilar - TV4”. Kalla fakta (TV4). YouTube.com. 19 december 2014. https://www.youtube.com/watch?v=LUdjWhD1E30. Läst 13 mars 2020.
60. ↑  ”Kalla fakta del 9 - Drömhuset”. Kalla fakta. TV4Play.se. 9 januari 2015. Arkiverad från originalet den 7 april 2020. https://web.archive.org/web/20200407114404/https://www.tv4play.se/program/kalla-fakta/882994. Läst 31 mars 2020.
61. ↑  ”Kalla fakta del 10 - Ett riktigt ålamörker”. Kalla fakta. TV4Play.se. 10 januari 2015. Arkiverad från originalet den 7 april 2020. https://web.archive.org/web/20200407115845/https://www.tv4play.se/program/kalla-fakta/887595. Läst 31 mars 2020.
62. ↑  ”Kalla fakta del 11 - TV4”. Kalla fakta (TV4). YouTube.com. 19 december 2014. https://www.youtube.com/watch?v=795n9DWsz8A. Läst 13 mars 2020.
63. ↑  ”Åke Svanstedts rättegång”. Kalla fakta. TV4.se. 13 december 2009. https://www.tv4.se/kalla-fakta/artiklar/%C3%A5ke-svanstedts-r%C3%A4tteg%C3%A5ng-4fbf89a104bf725194002c7f. Läst 29 februari 2020.
64. ↑  ”Kalla fakta del 12 - TV4”. Kalla fakta (TV4). YouTube.com. 19 december 2014. https://www.youtube.com/watch?v=ytl3A6Bu8gc. Läst 13 mars 2020.
65. ↑  ”Kalla fakta: Hissars säkerhet - TV4”. Kalla fakta (TV4). YouTube.com. 19 december 2014. https://www.youtube.com/watch?v=p9pUzuwX67U. Läst 13 mars 2020.
66. ↑  ”Kalla fakta: Försvar mot våldsman - TV4”. Kalla fakta (TV4). YouTube.com. 19 december 2014. https://www.youtube.com/watch?v=g2s4oc_yIDE. Läst 13 mars 2020.
67. ↑  ”Kalla fakta: Religiösa extremister i Rinkeby - TV4”. Kalla fakta (TV4). YouTube.com. 19 december 2014. https://www.youtube.com/watch?v=ntMiuqnoGzY. Läst 13 mars 2020.
68. ↑  ”Kalla fakta: Kokainets utbredning i Sverige - TV4”. Kalla fakta (TV4). YouTube.com. 19 december 2014. https://www.youtube.com/watch?v=LzL26bEQQ6w. Läst 13 mars 2020.
69. ↑  Levin, David (21 mars 2010). ”Kokainmissbruk märks i avloppet”. Svenska Dagbladet. https://www.svd.se/kokainmissbruk-marks-i-avloppet. Läst 28 februari 2020.
70. ↑  ”Kalla fakta: Kokainsmugglingen - TV4”. Kalla fakta (TV4). YouTube.com. 19 december 2014. https://www.youtube.com/watch?v=5E5nwT3B1wE. Läst 14 mars 2020.
71. ↑  ”Kalla fakta: Hjärttransplantationer - TV4”. Kalla fakta (TV4). YouTube.com. 19 december 2014. https://www.youtube.com/watch?v=0-enu90Stv4. Läst 14 mars 2020.
72. ↑  ”Kalla fakta: Uppföljning av Älvsbyhus-granskningen - TV4”. Kalla fakta (TV4). YouTube.com. 19 december 2014. https://www.youtube.com/watch?v=GmwkQ3CAOEs. Läst 14 mars 2020.
73. ↑  ”Kalla fakta: Den svenska hovjournalistiken - TV4”. Kalla fakta (TV4). YouTube.com. 19 december 2014. https://www.youtube.com/watch?v=5NXjmn9Nd8Y. Läst 14 mars 2020.
74. ↑  ”Kalla fakta: Habo Finans - TV4”. Kalla fakta (TV4). YouTube.com. 19 december 2014. https://www.youtube.com/watch?v=sta10fOq-ds. Läst 14 mars 2020.
75. ↑  ”Kalla fakta: Det dolda fotbollsvåldet - TV4”. Kalla fakta (TV4). YouTube.com. 19 december 2014. https://www.youtube.com/watch?v=2tkvQ4WvoLc. Läst 14 mars 2020.
76. ↑  ”Kalla fakta: Vården av Anna Lindh - TV4”. Kalla fakta (TV4). YouTube.com. 19 december 2014. https://www.youtube.com/watch?v=LchAFwQ-Nxs. Läst 14 mars 2020.
77. ↑  ”Kalla fakta: Vården av Anna Lindh (fortsättning) - TV4”. Kalla fakta (TV4). YouTube.com. 19 december 2014. https://www.youtube.com/watch?v=eAioElvbUk0. Läst 14 mars 2020.
78. ↑  ”Kalla fakta: Malmö en stad i skräck - TV4”. Kalla fakta (TV4). YouTube.com. 19 december 2014. https://www.youtube.com/watch?v=YiwKpdUcx98. Läst 14 mars 2020.
79. ↑  ”Kalla fakta: Skydd för anställda som larmar om missförhållanden på arbetsplatsen - TV4”. Kalla fakta (TV4). YouTube.com. 18 december 2014. https://www.youtube.com/watch?v=mXIG4L5S5Ws. Läst 14 mars 2020.
80. ↑  ”Kalla fakta: Dödsfall under militära övningar - TV4”. Kalla fakta (TV4). YouTube.com. 18 december 2014. https://www.youtube.com/watch?v=nUU_aYhTMJQ. Läst 14 mars 2020.
81. ↑  ”Kalla fakta: Sverigedemokraterna i Söderhamn - TV4”. Kalla fakta (TV4). YouTube.com. 18 december 2014. https://www.youtube.com/watch?v=OiAro2WS30E. Läst 14 mars 2020.
82. ↑  ”Sanningen om Sommerlath - del 1”. Kalla fakta. TV4.se. 16 augusti 2011. https://www.tv4.se/kalla-fakta/artiklar/sanningen-om-sommerlath-del-1-4fc0013804bf72519400a849. Läst 24 februari 2020.
83. ↑  ”Kalla fakta: Walter Sommerlath - TV4”. Kalla fakta (TV4). YouTube.com. 18 december 2014. https://www.youtube.com/watch?v=b-QV91AKNHQ. Läst 14 mars 2020.
84. ↑  ”Sanningen om Sommerlath - del 2”. Kalla fakta. TV4.se. 16 augusti 2011. https://www.tv4.se/kalla-fakta/artiklar/sanningen-om-sommerlath-del-2-4fc0013d04bf72519400a84b. Läst 24 februari 2020.
85. ↑  ”Kalla fakta: Walther Sommerlath - TV4”. Kalla fakta (TV4). YouTube.com. 18 december 2014. https://www.youtube.com/watch?v=Gui3kr9XiX8. Läst 14 mars 2020.
86. ↑  ”Kalla fakta: Svininfluensevaccin och narkolepsi - TV4”. Kalla fakta (TV4). YouTube.com. 18 december 2014. https://www.youtube.com/watch?v=Mr9Z40Z1q08. Läst 14 mars 2020.
87. ↑  Se källhänvisningar för resp. avsnitt i listan.
88. ↑  ”Kalla fakta: Fetmaoperationer - TV4”. Kalla fakta (TV4). YouTube.com. 18 december 2014. https://www.youtube.com/watch?v=2qOiywxlYMM. Läst 15 mars 2020.
89. ↑  ”Kalla fakta: Fallet Carla Saado - TV4”. Kalla fakta (TV4). YouTube.com. 18 december 2014. https://www.youtube.com/watch?v=AeqBGCmVJu8. Läst 15 mars 2020.
90. ↑  ”Kalla fakta: Barnpornografi - TV4”. Kalla fakta (TV4). YouTube.com. 18 december 2014. https://www.youtube.com/watch?v=CpWdzGIdOuw. Läst 15 mars 2020.
91. ↑  ”Kalla fakta: Hårfärningsmedel och Sommerlath - TV4”. Kalla fakta (TV4). YouTube.com. 18 december 2014. https://www.youtube.com/watch?v=88zSWRIzJzU. Läst 15 mars 2020.
92. ↑  ”Kalla fakta del 7 - TV4”. Kalla fakta (TV4). YouTube.com. 18 december 2014. https://www.youtube.com/watch?v=0K2BgDuUhsg. Läst 15 mars 2020.
93. ↑  ”Kalla fakta: Säkerheten på förskolor - TV4”. Kalla fakta (TV4). YouTube.com. 18 december 2014. https://www.youtube.com/watch?v=X2fFruW7uEg. Läst 15 mars 2020.
94. ↑  ”TV4 Kalla Fakta, om en bedragare (dnr 11/03546)”. Granskningsnämnden för radio och tv. Myndigheten för press, radio och tv. Arkiverad från originalet den 26 februari 2020. https://web.archive.org/web/20200226213517/https://www.mprt.se/sv/sokverktyg/granskning/2011/november/tv4-kalla-fakta-om-en-bedragare/. Läst 26 februari 2020.
95. ↑  ”Kalla fakta: Falska svartmäklare - TV4”. Kalla fakta (TV4). YouTube.com. 18 december 2014. https://www.youtube.com/watch?v=Q8DV_MsR1Ss. Läst 15 mars 2020.
96. ↑  ”Kalla fakta: Granskning av SOS Alarm - TV4”. Kalla fakta (TV4). YouTube.com. 18 december 2014. https://www.youtube.com/watch?v=TjPzFybiiR8. Läst 15 mars 2020.
97. ↑  ”Kalla fakta: Granskning av de nya bordellerna - TV4”. Kalla fakta (TV4). YouTube.com. 18 december 2014. https://www.youtube.com/watch?v=DuLhSWg5ExI. Läst 15 mars 2020.
98. ↑  ”Kalla fakta: Botoxinjektioner - TV4”. Kalla fakta (TV4). YouTube.com. 18 december 2014. https://www.youtube.com/watch?v=uPu-eTpubpg. Läst 15 mars 2020.
99. ↑  ”Kalla fakta: Svenska ungdomar som jobbar i Norge - TV4”. Kalla fakta (TV4). YouTube.com. 18 december 2014. https://www.youtube.com/watch?v=wfO_0HU-m3s. Läst 15 mars 2020.
100. ↑  ”Kalla fakta special: Arvet efter Sommerlath - TV4”. Kalla fakta (TV4). YouTube.com. 18 december 2014. https://www.youtube.com/watch?v=pIsY6h5N07M. Läst 15 mars 2020.
101. ↑  ”TV4 Kalla fakta - program om en nedlagd förundersökning (dnr 12/01057)”. Granskningsnämnden för radio och tv. Myndigheten för press, radio och tv. Arkiverad från originalet den 26 februari 2020. https://web.archive.org/web/20200226110826/https://www.mprt.se/sv/sokverktyg/granskning/2012/maj/tv4-kalla-fakta---program-om-en-nedlagd-forundersokning/. Läst 26 februari 2020.
102. ↑  ”TV4 Kalla fakta, om Statens medieråd (dnr 12/00888)”. Granskningsnämnden för radio och tv. Myndigheten för press, radio och tv. Arkiverad från originalet den 26 februari 2020. https://web.archive.org/web/20200226110826/https://www.mprt.se/sv/sokverktyg/granskning/2012/april/tv4-kalla-fakta-om-statens-medierad/. Läst 26 februari 2020.
103. ↑  ”Kalla fakta granskar tragiskt självmord”. Kalla fakta. TV4.se. 24 april 2012. https://www.tv4.se/kalla-fakta/artiklar/kalla-fakta-granskar-tragiskt-sj%C3%A4lvmord-4fc33ba604bf72228b000a71. Läst 28 februari 2020.
104. ↑  ”Kalla fakta granskade Plymouthbrödernas friskola”. Kalla fakta. TV4.se. 2 maj 2012. https://www.tv4.se/kalla-fakta/artiklar/kalla-fakta-granskade-plymouthbr%C3%B6dernas-friskola-4fc33bff04bf72228b000b1b. Läst 28 februari 2020.
105. ↑  Ahlkvist, Pontus (2 maj 2012). ”"De försöker tysta kritiken"”. Aftonbladet. https://www.aftonbladet.se/nyheter/a/ddkQ3q/de-forsoker-tysta-kritiken. Läst 28 februari 2020.
106. ↑  ”Svenskarna dömdes till livstid i Filippinerna”. Kalla fakta. TV4.se. 15 maj 2012. https://www.tv4.se/kalla-fakta/artiklar/svenskarna-d%C3%B6mdes-till-livstid-i-filippinerna-4fc33cd804bf72228b000c76. Läst 28 februari 2020.
107. ↑  ”TV4 Kalla fakta - inslag om Parken Zoo (dnr 12/02245)”. Granskningsnämnden för radio och tv. Myndigheten för press, radio och tv. Arkiverad från originalet den 26 februari 2020. https://web.archive.org/web/20200226220143/https://www.mprt.se/sv/sokverktyg/granskning/2012/oktober/tv4-kalla-fakta---inslag-om-parken-zoo/. Läst 26 februari 2020.
108. ↑  ”Investigation: Parken Zoo - (Kalla fakta, TV4 Sweden)”. Kalla fakta (TV4). YouTube.com. https://www.youtube.com/watch?v=kg3_EVF-rNg. Läst 15 mars 2020.
109. ↑  ”Kalla fakta svarar på H&M:s kritik mot granskningen”. Kalla fakta. TV4.se. 24 oktober 2012. https://www.tv4.se/kalla-fakta/artiklar/kalla-fakta-svarar-p%C3%A5-hms-kritik-mot-granskningen-5088311504bf7214a3000004. Läst 28 februari 2020.
110. ↑  Hegevall, Sofia (31 oktober 2012). ”Misshandlades av sin pappa - fick inte hjälp”. Expressen/Göteborgs-Tidningen. https://www.expressen.se/gt/misshandlades-av-sin-pappa---fick-inte-hjalp/. Läst 28 februari 2020.
111. 1 2  ”TV4, Kalla fakta - program om mutmisstankar i samband med en affär om stridsflygplan (dnr 12/02591)”. Granskningsnämnden för radio och tv. Myndigheten för press, radio och tv. Arkiverad från originalet den 26 februari 2020. https://web.archive.org/web/20200226213514/https://www.mprt.se/sv/sokverktyg/granskning/2012/november/tv4-kalla-fakta---program-om-mutmisstankar-i-samband-med-en-affar-om-stridsflygplan/. Läst 26 februari 2020.
112. ↑  ”Kalla fakta har granskat Hells Angels utbredning över Sverige”. Kalla fakta. TV4.se. 5 december 2012. https://www.tv4.se/kalla-fakta/artiklar/kalla-fakta-har-granskat-hells-angels-utbredning-%C3%B6ver-sverige-50bf13b004bf721ab400000a. Läst 28 februari 2020.
113. ↑  Ahlkvist, Pontus (12 december 2012). ”Syr kläder för H&M – tjänar två kronor i timmen”. Aftonbladet. https://www.aftonbladet.se/nyheter/a/8wRRjW/syr-klader-for-hm--tjanar-tva-kronor-i-timmen. Läst 28 februari 2020.
114. ↑  ”Kalla fakta del 2 - Thomas Quick”. Kalla fakta. TV4Play.se. 1 januari 2015. Arkiverad från originalet den 7 april 2020. https://web.archive.org/web/20200407112758/https://www.tv4play.se/program/kalla-fakta/2302498. Läst 31 mars 2020.
115. ↑  ”Kalla fakta del 3 - Diagnos död”. Kalla fakta. TV4Play.se. 2 januari 2015. Arkiverad från originalet den 7 april 2020. https://web.archive.org/web/20200407112821/https://www.tv4play.se/program/kalla-fakta/2309524. Läst 31 mars 2020.
116. ↑  ”Kalla fakta del 4 - Människohandel”. Kalla fakta. TV4Play.se. 3 januari 2015. Arkiverad från originalet den 7 april 2020. https://web.archive.org/web/20200407114314/https://www.tv4play.se/program/kalla-fakta/2315779. Läst 31 mars 2020.
117. ↑  ”Kalla fakta del 5 - Cash is king”. Kalla fakta. TV4Play.se. 4 januari 2015. Arkiverad från originalet den 7 april 2020. https://web.archive.org/web/20200407114258/https://www.tv4play.se/program/kalla-fakta/2321202. Läst 31 mars 2020.
118. ↑  ”Kalla fakta del 6 - Sverige och drönarkriget”. Kalla fakta. TV4Play.se. 5 januari 2015. Arkiverad från originalet den 7 april 2020. https://web.archive.org/web/20200407114409/https://www.tv4play.se/program/kalla-fakta/2328158. Läst 31 mars 2020.
119. ↑  ”TV4, Kalla fakta, program om vaccinet Gardasil (dnr 13/01035)”. Granskningsnämnden för radio och tv. Myndigheten för press, radio och tv. Arkiverad från originalet den 26 februari 2020. https://web.archive.org/web/20200226220146/https://www.mprt.se/sv/sokverktyg/granskning/2013/april/tv4-kalla-fakta-program-om-vaccinet-gardasil/. Läst 26 februari 2020.
120. ↑  ”Kalla fakta del 7 - Vaccinationsvalet”. Kalla fakta. TV4Play.se. 6 januari 2015. Arkiverad från originalet den 7 april 2020. https://web.archive.org/web/20200407112735/https://www.tv4play.se/program/kalla-fakta/2335799. Läst 31 mars 2020.
121. ↑  ”Kalla fakta del 8 - Brott utan straff”. Kalla fakta. TV4Play.se. 7 januari 2015. Arkiverad från originalet den 7 april 2020. https://web.archive.org/web/20200407115835/https://www.tv4play.se/program/kalla-fakta/2341118. Läst 31 mars 2020.
122. ↑  ”Kalla fakta del 9 - Ryanair”. Kalla fakta. TV4Play.se. 8 januari 2015. Arkiverad från originalet den 7 april 2020. https://web.archive.org/web/20200407112745/https://www.tv4play.se/program/kalla-fakta/2346197. Läst 31 mars 2020.
123. ↑  ”Kalla fakta - Regeringens rökridåer (Swedish smokescreens) TV4 (English subs)”. Kalla fakta (TV4). YouTube.com. 27 oktober 2013. https://www.youtube.com/watch?v=aQsz0mSiHR4. Läst 15 mars 2020.
124. ↑  ”Kalla Fakta - Ung, snygg och torsk (Young, handsome and a john) English subs”. Kalla fakta (TV4). YouTube.com. 3 november 2013. https://www.youtube.com/watch?v=lsJBnFMJcto. Läst 15 mars 2020.
125. ↑  ”Kalla fakta - Avslag till varje pris och TV4Nyheterna, TV4, program om LSS (dnr 13/02646)”. Granskningsnämnden för radio och tv. Myndigheten för press, radio och tv. Arkiverad från originalet den 26 februari 2020. https://web.archive.org/web/20200226220142/https://www.mprt.se/sv/sokverktyg/granskning/2013/november/kalla-fakta---avslag-till-varje-pris-och-tv4nyheterna-tv4-program-om-lss/. Läst 26 februari 2020.
126. ↑  ”Kalla fakta - Avslag till varje pris (Denial at all costs) Eng subs”. Kalla fakta (TV4). YouTube.com. 11 november 2013. https://www.youtube.com/watch?v=yJ2RFanWTsA. Läst 15 mars 2020.
127. ↑  ”Kalla Fakta - På farlig kurs (On a dangerous course) Eng subs”. Kalla fakta (TV4). YouTube.com. 18 november 2013. https://www.youtube.com/watch?v=NMvqCJHZNFQ. Läst 15 mars 2020.
128. ↑  ”Kalla Fakta - Poison in your glass (eng subs)”. Kalla fakta (TV4). YouTube.com. 25 november 2013. https://www.youtube.com/watch?v=F5NkqNhIHKo. Läst 15 mars 2020.
129. ↑  ”Kalla Fakta: Lies on the Menu (eng subs)”. Kalla fakta (TV4). YouTube.com. 3 december 2013. https://www.youtube.com/watch?v=U9TicKuypHY. Läst 15 mars 2020.
130. ↑  ”Kalla Fakta: Slaves to Leather (eng subs)”. Kalla fakta (TV4). YouTube.com. 9 december 2013. https://www.youtube.com/watch?v=QWYotUh7YIc. Läst 15 mars 2020.
131. ↑  ”Kalla Fakta: The Knutby murders -- ten years later (eng subs)”. Kalla fakta (TV4). YouTube.com. 17 december 2013. https://www.youtube.com/watch?v=z3xGrXfxf9g. Läst 15 mars 2020.
132. ↑  ”Kalla fakta del 8 - Knutby, säsong 1”. Kalla fakta. TV4Play.se. 8 januari 2015. Arkiverad från originalet den 7 april 2020. https://web.archive.org/web/20200407115832/https://www.tv4play.se/program/kalla-fakta/2510143. Läst 31 mars 2020.
133. ↑  ”Kalla fakta granskar svenska företag i Asien”. Kalla fakta. TV4.se. 5 mars 2014. https://www.tv4.se/kalla-fakta/artiklar/kalla-fakta-granskar-svenska-f%C3%B6retag-i-asien-5317152bc45948f7bf00000f. Läst 26 februari 2020.
134. ↑  ”Kalla Fakta: The Hidden Children (eng subs)”. Kalla fakta (TV4). YouTube.com. 10 mars 2014. https://www.youtube.com/watch?v=NFiDnAd5GmQ. Läst 16 mars 2020.
135. ↑  ”Kalla Fakta: The Cannabis Generation (eng subs)”. Kalla fakta (TV4). YouTube.com. 17 mars 2014. https://www.youtube.com/watch?v=MuwnBOprI2w. Läst 16 mars 2020.
136. ↑  ”Kalla Fakta: The Swedish miscount (eng subs)”. Kalla fakta (TV4). YouTube.com. 25 mars 2014. https://www.youtube.com/watch?v=J2vPlMeZd6A. Läst 16 mars 2020.
137. ↑  ”Kalla fakta del 4 - Förnekelsens finrum”. Kalla fakta. TV4Play.se. 4 januari 2015. Arkiverad från originalet den 7 april 2020. https://web.archive.org/web/20200407115838/https://www.tv4play.se/program/kalla-fakta/2588922. Läst 31 mars 2020.
138. ↑  ”Kalla Fakta: The crime cruise (eng subs)”. Kalla fakta (TV4). YouTube.com. 9 april 2014. https://www.youtube.com/watch?v=eWsW-tptyVs. Läst 16 mars 2020.
139. ↑  ”Kalla Fakta: MH 370 - The Lost Flight (Eng subs)”. Kalla fakta (TV4). YouTube.com. 16 april 2014. https://www.youtube.com/watch?v=9WGvCWHHhsM. Läst 16 mars 2020.
140. ↑  ”Kalla Fakta: Gold and guilt (eng subs)”. Kalla fakta (TV4). YouTube.com. 23 april 2014. https://www.youtube.com/watch?v=n7rv8wW6Axc. Läst 16 mars 2020.
141. ↑  ”Kalla Fakta: The au-pair from Nepal (eng subs)”. Kalla fakta (TV4). YouTube.com. 9 maj 2014. https://www.youtube.com/watch?v=cczBAgACIIc. Läst 16 mars 2020.
142. ↑  Östman, Karin (23 september 2014). ”Räddningstjänsten saknade utbildning”. Aftonbladet. https://www.aftonbladet.se/nyheter/a/BJ6zd0/raddningstjansten-saknade-utbildning. Läst 27 februari 2020.
143. ↑  ”Kalla Fakta: Skogsbranden i Västmanland / The avoidable fire disaster (with english subtitles) - TV4”. Kalla fakta (TV4). YouTube.com. 24 september 2014. https://www.youtube.com/watch?v=xDheEqhmO-w. Läst 16 mars 2020.
144. ↑  ”Kalla Fakta: Darknet (with English subtitles) - TV4”. Kalla fakta (TV4). YouTube.com. 2 oktober 2014. https://www.youtube.com/watch?v=-4gY1H0_hc4. Läst 16 mars 2020.
145. ↑  ”Kalla Fakta: Det förgiftade vattnet - TV4”. Kalla fakta (TV4). YouTube.com. 10 oktober 2014. https://www.youtube.com/watch?v=KayhWoYjtMo. Läst 16 mars 2020.
146. ↑  ”Kalla fakta: När ingen ser på - TV4”. Kalla fakta (TV4). YouTube.com. 15 oktober 2014. https://www.youtube.com/watch?v=tqUMa44LPjA. Läst 16 mars 2020.
147. ↑  ”Kalla Fakta: Det dolda verkstadsfusket - TV4”. Kalla fakta (TV4). YouTube.com. 22 oktober 2014. https://www.youtube.com/watch?v=WZ6dwhyfo_A. Läst 16 mars 2020.
148. ↑  ”Kalla Fakta: Mirakel till salu - TV4”. Kalla fakta (TV4). YouTube.com. 29 oktober 2014. https://www.youtube.com/watch?v=HT_kvMFjFuQ. Läst 16 mars 2020.
149. ↑  ”Kalla Fakta: Barn på sexmarknaden - TV4”. Kalla fakta (TV4). YouTube.com. 5 november 2014. https://www.youtube.com/watch?v=8O-9bcCCoGI. Läst 16 mars 2020.
150. ↑  ”Kalla fakta - Bomullens pris och TV4Nyheterna, TV4, program respektive inslag om bomull från Omo Valley (dnr 15/00389)”. Granskningsnämnden för radio och tv. Myndigheten för press, radio och tv. Arkiverad från originalet den 26 februari 2020. https://web.archive.org/web/20200226222750/https://www.mprt.se/sv/sokverktyg/granskning/2015/februari/tv4-kalla-fakta-bomullens-pristv4-nyheterna-/. Läst 26 februari 2020.
151. ↑  Svensk mediedatabas, TV4 2015-05-18 med hänvisning till sändningsdatumet 12 maj 2015 och beskrivning av avsnittsinnehållet.
152. ↑  ”Kalla Fakta: Slav i Sverige (Slave in Sweden - With English subtitles) - TV4”. Kalla fakta (TV4). YouTube.com. 13 maj 2015. https://www.youtube.com/watch?v=UrgcZ15cdGA. Läst 16 mars 2020.
153. ↑  ”Kalla Fakta: Bakom fabriksgrindarna (Behind the Factory Gates - With English subtitles) - TV4”. Kalla fakta (TV4). YouTube.com. 20 maj 2015. https://www.youtube.com/watch?v=41T4ooWjaaI. Läst 16 mars 2020.
154. ↑  ”TV4, Kalla Fakta samt TV4 Fakta XL, program om Stockholms läns landstings upphandling och anskaffning av datorer (dnr 15/01950)”. Granskningsnämnden för radio och tv. Myndigheten för press, radio och tv. Arkiverad från originalet den 26 februari 2020. https://web.archive.org/web/20200226110826/https://www.mprt.se/sv/sokverktyg/granskning/2015/augusti/tv4-kalla-fakta-/. Läst 26 februari 2020.
155. ↑  ”Kalla Fakta: Lurad av tandläkaren - TV4”. Kalla fakta (TV4). YouTube.com. 1 juni 2015. https://www.youtube.com/watch?v=CYBwfWk7M7c. Läst 17 mars 2020.
156. ↑  ”Kalla Fakta: Smugglarnas väg - TV4”. Kalla fakta (TV4). YouTube.com. 3 juni 2015. https://www.youtube.com/watch?v=AGKcEW_eqy8. Läst 17 mars 2020.
157. ↑  ”Kalla Fakta: Spelet om BB Sophia - TV4”. Kalla fakta (TV4). YouTube.com. 11 juni 2015. https://www.youtube.com/watch?v=bl53ptW2Ulw. Läst 17 mars 2020.
158. ↑  ”Kalla Fakta: Lagen och lidandet - TV4”. Kalla fakta (TV4). YouTube.com. 18 juni 2015. https://www.youtube.com/watch?v=_Vp9FgYKG7s. Läst 17 mars 2020.
159. ↑  ”Oskuldskontroller på unga tjejer”. Kalla fakta. TV4.se. 6 oktober 2015. https://www.tv4.se/kalla-fakta/artiklar/oskuldskontroller-p%C3%A5-unga-tjejer-56134df2fca38f0df7000002. Läst 27 februari 2020.
160. ↑  ”Kalla Fakta: The Secret Test (English subtitles) - TV4”. Kalla fakta (TV4). YouTube.com. 7 oktober 2015. https://www.youtube.com/watch?v=p-1U5HuXbgU. Läst 17 mars 2020.
161. ↑  ”Kalla fakta: "Lappjävlar"”. Kalla fakta. TV4.se. 13 oktober 2015. https://www.tv4.se/kalla-fakta/artiklar/kalla-fakta-lappj%C3%A4vlar-561bab4efca38f4828000275. Läst 27 februari 2020.
162. ↑  ”Kalla Fakta: Lappjävlar - TV4”. Kalla fakta (TV4). YouTube.com. 14 oktober 2015. https://www.youtube.com/watch?v=GSwoQeZXDlI. Läst 17 mars 2020.
163. ↑  ”Kalla fakta om rattfylleristerna som går fria”. Kalla fakta. TV4.se. 19 oktober 2015. https://www.tv4.se/kalla-fakta/artiklar/kalla-fakta-om-rattfylleristerna-som-g%C3%A5r-fria-5624b78bfca38f45ec00056b. Läst 27 februari 2020.
164. ↑  ”Kalla Fakta: Brott utan straff - TV4”. Kalla fakta (TV4). YouTube.com. 21 oktober 2015. https://www.youtube.com/watch?v=yuDpNTf5Og0. Läst 17 mars 2020.
165. ↑  ”Kalla Fakta: Pass till salu - TV4”. Kalla fakta (TV4). YouTube.com. 30 oktober 2015. https://www.youtube.com/watch?v=MIqqdpoT0_k. Läst 17 mars 2020.
166. ↑  ”Kalla Fakta: Den förbjudna skogen - TV4”. Kalla fakta (TV4). YouTube.com. 4 november 2015. https://www.youtube.com/watch?v=cD8vD-dPKaQ. Läst 17 mars 2020.
167. ↑  Svensk mediedatabas, TV4 2015-11-14, med anledning av sändningstiden (kl. 03:55-04:50) troligtvis repris av det föregående avsnittet med sändningsdatumet 10 november 2015 och beskrivning av avsnittsinnehållet.
168. ↑  ”Kalla fakta om ungdomarna som slåss för IS”. Kalla fakta. TV4.se. 6 november 2015. https://www.tv4.se/kalla-fakta/artiklar/kalla-fakta-om-ungdomarna-som-sl%C3%A5ss-f%C3%B6r-is-563c73dffca38fd788000245. Läst 24 februari 2020.
169. ↑  ”Kalla Fakta: Mitt barn är en IS-soldat (My child is an ISIS soldier - With English subtitles) - TV4”. Kalla fakta (TV4). YouTube.com. 11 november 2015. https://www.youtube.com/watch?v=t_rlgggT62Q. Läst 17 mars 2020.
170. 1 2 3 4 5 6 7 8 9 10 11 12 13 14 15 16 17 18 19 20 21 22 23 24 25 26 27 28 29 30 31 32 33 34 35 36 37 38 39 40 41 42 43 44 45 46 47 48 49 50 51 52 53 54 55 56  Svensk mediedatabas, TV4:s tablå för respektive sändningsdatum.
171. ↑  ”Taxi Stockholm bemöter misstankar om medhjälp till sexköp”. P4 Extra. Sveriges Radio. 3 maj 2016. https://sverigesradio.se/sida/artikel.aspx?programid=2151&artikel=6424577. Läst 23 februari 2020.
172. ↑  ”Kalla fakta: Kvinnorna på Trängslet (Available with english subtitles) - TV4”. Kalla fakta (TV4). YouTube.com. 2 juni 2016. https://www.youtube.com/watch?v=2DHox_df2kQ. Läst 17 mars 2020.
173. ↑  ”Kalla fakta: En annan sorts parkeringssyndare - TV4”. Kalla fakta (TV4). YouTube.com. 9 september 2016. https://www.youtube.com/watch?v=z-fgw5cb9WM. Läst 17 mars 2020.
174. ↑  ”Kalla fakta: Spökstaden - TV4”. Kalla fakta (TV4). YouTube.com. 14 september 2016. https://www.youtube.com/watch?v=W8-J5eR1t8Y. Läst 17 mars 2020.
175. ↑  ”Kalla fakta: Krigsbrottslingar mitt ibland oss (med engelsk undertext tillgänglig) - TV4”. Kalla fakta (TV4). YouTube.com. 21 september 2016. https://www.youtube.com/watch?v=MSIiHi7Al18. Läst 17 mars 2020.
176. ↑  ”Kalla fakta: Skotten i Bagarmossen - TV4”. Kalla fakta (TV4). YouTube.com. 7 december 2016. https://www.youtube.com/watch?v=bb_ueS-GxYE. Läst 17 mars 2020.
177. ↑  ”Kalla fakta: Utsparkad - TV4”. Kalla fakta (TV4). YouTube.com. 14 december 2016. https://www.youtube.com/watch?v=plqvStbMfcE. Läst 17 mars 2020.
178. ↑  ”Kalla fakta: Pensionärsfällan - TV4”. Kalla fakta (TV4). YouTube.com. 21 december 2016. https://www.youtube.com/watch?v=3_o-oNJlDtw. Läst 17 mars 2020.
179. ↑  ”Kalla fakta: Sheriffen på nätet - TV4”. Kalla fakta (TV4). YouTube.com. 11 januari 2017. https://www.youtube.com/watch?v=og8oJkdSxoo. Läst 17 mars 2020.
180. ↑  ”Kalla fakta: På liv och död - TV4”. Kalla fakta (TV4). YouTube.com. 19 januari 2017. https://www.youtube.com/watch?v=d1FPXyMsP_o. Läst 17 mars 2020.
181. ↑  ”Kalla fakta: Slottsherren - TV4”. Kalla fakta (TV4). YouTube.com. 25 januari 2017. https://www.youtube.com/watch?v=ByF2fRNiGhU. Läst 17 mars 2020.
182. ↑  ”TV4, Kalla fakta, program om kvinnor som trakasseras (dnr 17/01013)”. Granskningsnämnden för radio och tv. Myndigheten för press, radio och tv. Arkiverad från originalet den 26 februari 2020. https://web.archive.org/web/20200226222748/https://www.mprt.se/sv/sokverktyg/granskning/2017/april/tv4-kalla-fakta-inslag-om-organisation/. Läst 26 februari 2020.
183. ↑  ”Kalla fakta del 5 - Flykten från moralpolisen, säsong 2017”. Kalla fakta. TV4Play.se. 4 april 2017. Arkiverad från originalet den 7 april 2020. https://web.archive.org/web/20200407112742/https://www.tv4play.se/program/kalla-fakta/3878075. Läst 31 mars 2020.
184. ↑  ”Kalla fakta granskar terroristen Akilov - Hela programmet (TV4)”. Kalla fakta (TV4). YouTube.com. 16 maj 2017. https://www.youtube.com/watch?v=Qhs9tcnrKSU. Läst 17 mars 2020.
185. ↑  ”Kalla fakta del 7 - Hotet inifrån SD, säsong 2017”. Kalla fakta. TV4Play.se. 25 september 2017. Arkiverad från originalet den 1 december 2017. https://web.archive.org/web/20171201030938/https://www.tv4play.se/program/kalla-fakta/3935892. Läst 31 mars 2020.
186. ↑  ”Kalla fakta del 8 - Fotbollssyndikatet, säsong 2017”. Kalla fakta. TV4Play.se. 2 oktober 2017. Arkiverad från originalet den 19 september 2020. https://web.archive.org/web/20200919063116/https://www.tv4play.se/program/kalla-fakta/3936844. Läst 31 mars 2020.
187. ↑  ”Kalla fakta del 9 - Monstret, säsong 2017”. Kalla fakta. TV4Play.se. 9 oktober 2017. Arkiverad från originalet den 7 april 2020. https://web.archive.org/web/20200407112737/https://www.tv4play.se/program/kalla-fakta/3938408. Läst 31 mars 2020.
188. ↑  ”Kalla fakta del 10 - Stugupproret, säsong 2017”. Kalla fakta. TV4Play.se. 16 oktober 2017. Arkiverad från originalet den 7 april 2020. https://web.archive.org/web/20200407114400/https://www.tv4play.se/program/kalla-fakta/3939604. Läst 31 mars 2020.
189. ↑  ”Kalla fakta del 11 - Kasinofällan, säsong 2017”. Kalla fakta. TV4Play.se. 23 oktober 2017. Arkiverad från originalet den 7 april 2020. https://web.archive.org/web/20200407112805/https://www.tv4play.se/program/kalla-fakta/3940433. Läst 31 mars 2020.
190. ↑  ”Kalla fakta del 12 - Mutorna längs vägen, säsong 2017”. Kalla fakta. TV4Play.se. 13 november 2017. Arkiverad från originalet den 7 april 2020. https://web.archive.org/web/20200407112741/https://www.tv4play.se/program/kalla-fakta/3943720. Läst 31 mars 2020.
191. ↑  ”Kalla fakta del 1 - Spelet om assistansen, säsong 2018”. Kalla fakta. TV4Play.se. 22 januari 2018. Arkiverad från originalet den 7 april 2020. https://web.archive.org/web/20200407112752/https://www.tv4play.se/program/kalla-fakta/3952558. Läst 31 mars 2020.
192. ↑  ”Kalla fakta del 3 - SFI-bluffen, säsong 2018”. Kalla fakta. TV4Play.se. 5 februari 2018. Arkiverad från originalet den 7 april 2020. https://web.archive.org/web/20200407112756/https://www.tv4play.se/program/kalla-fakta/3955074. Läst 31 mars 2020.
193. ↑  ”Kalla fakta del 4 - Läkare utan ansvar, säsong 2018”. Kalla fakta. TV4Play.se. 28 maj 2018. Arkiverad från originalet den 7 april 2020. https://web.archive.org/web/20200407112755/https://www.tv4play.se/program/kalla-fakta/3970976. Läst 31 mars 2020.
194. ↑  ”Kalla fakta del 5 - Nämndemännen, säsong 2018”. Kalla fakta. TV4Play.se. 4 juni 2018. Arkiverad från originalet den 7 april 2020. https://web.archive.org/web/20200407112733/https://www.tv4play.se/program/kalla-fakta/3970995. Läst 31 mars 2020.
195. ↑  ”Kalla fakta del 6 - Annonsbluffarna, säsong 2018”. Kalla fakta. TV4Play.se. 11 juni 2018. Arkiverad från originalet den 7 april 2020. https://web.archive.org/web/20200407114330/https://www.tv4play.se/program/kalla-fakta/3971014. Läst 31 mars 2020.
196. ↑  ”Kalla fakta del 7 - Klimathotet, säsong 2018”. Kalla fakta. TV4Play.se. 7 september 2018. Arkiverad från originalet den 7 april 2020. https://web.archive.org/web/20200407114356/https://www.tv4play.se/program/kalla-fakta/10001101. Läst 31 mars 2020.
197. ↑  ”Kalla fakta del 8 - Slutstationen, säsong 2018”. Kalla fakta. TV4Play.se. 18 september 2018. Arkiverad från originalet den 7 april 2020. https://web.archive.org/web/20200407115828/https://www.tv4play.se/program/kalla-fakta/10001102. Läst 31 mars 2020.
198. ↑  Knoxborn, Ellinor (25 september 2018). ”Omfattande fusk kostade Stockholms stad 100 miljoner”. SVT. https://www.svt.se/nyheter/lokalt/stockholm/omfattande-fusk-kostade-stockholm-stad-100-miljoner. Läst 23 februari 2020.
199. ↑  ”Kalla fakta del 9 - Tunneln, säsong 2018”. Kalla fakta. TV4Play.se. 25 september 2018. Arkiverad från originalet den 7 april 2020. https://web.archive.org/web/20200407115837/https://www.tv4play.se/program/kalla-fakta/10001098. Läst 31 mars 2020.
200. ↑  ”Kalla fakta del 1 - I Oskars fotspår, säsong 2019”. Kalla fakta. TV4Play.se. 21 januari 2019. Arkiverad från originalet den 27 mars 2020. https://web.archive.org/web/20200327183022/https://www.tv4play.se/program/kalla-fakta/11149433. Läst 27 mars 2020.
201. ↑  ”Kalla fakta del 2 - De utpekade, säsong 2019”. Kalla fakta. TV4Play.se. 28 januari 2019. Arkiverad från originalet den 27 mars 2020. https://web.archive.org/web/20200327183025/https://www.tv4play.se/program/kalla-fakta/11149437. Läst 27 mars 2020.
202. ↑  ”Kalla fakta del 3 - Förövarna bakom skärmen, säsong 2019”. Kalla fakta. TV4Play.se. 4 februari 2019. Arkiverad från originalet den 27 mars 2020. https://web.archive.org/web/20200327183021/https://www.tv4play.se/program/kalla-fakta/11149441. Läst 27 mars 2020.
203. ↑  ”Kalla fakta del 4 - Resan till världens ände, säsong 2019”. Kalla fakta. TV4Play.se. 27 maj 2019. Arkiverad från originalet den 27 mars 2020. https://web.archive.org/web/20200327183029/https://www.tv4play.se/program/kalla-fakta/11958121. Läst 27 mars 2020.
204. ↑  ”Kalla fakta del 5 - Circle of the Golden Lion, säsong 2019”. Kalla fakta. TV4Play.se. 3 juni 2019. Arkiverad från originalet den 7 april 2020. https://web.archive.org/web/20200407114249/https://www.tv4play.se/program/kalla-fakta/11962093. Läst 31 mars 2020.
205. ↑  ”Kalla fakta del 6 - Barnflickorna, säsong 2019”. Kalla fakta. TV4Play.se. 18 juni 2019. Arkiverad från originalet den 7 april 2020. https://web.archive.org/web/20200407112735/https://www.tv4play.se/program/kalla-fakta/11962994. Läst 31 mars 2020.
206. ↑  ”Kalla fakta del 7 - Kommittén, säsong 2019”. Kalla fakta. TV4Play.se. 28 oktober 2019. Arkiverad från originalet den 7 april 2020. https://web.archive.org/web/20200407112800/https://www.tv4play.se/program/kalla-fakta/11979006. Läst 31 mars 2020.
207. ↑  ”Kalla fakta del 1 - Myndigheten och fördomarna, säsong 2020”. Kalla fakta. TV4Play.se. 3 februari 2020. Arkiverad från originalet den 27 mars 2020. https://web.archive.org/web/20200327183037/https://www.tv4play.se/program/kalla-fakta/12499381. Läst 27 mars 2020.
208. ↑  ”Kalla fakta del 2 - Den sjuka hemtjänsten, säsong 2020”. Kalla fakta. TV4Play.se. 17 februari 2020. Arkiverad från originalet den 27 mars 2020. https://web.archive.org/web/20200327183032/https://www.tv4play.se/program/kalla-fakta/12499382. Läst 27 mars 2020.
209. ↑  ”Kalla fakta del 3 - Knarkdöden i Vilhelmina, säsong 2020”. Kalla fakta. TV4Play.se. 24 februari 2020. Arkiverad från originalet den 27 mars 2020. https://web.archive.org/web/20200327183021/https://www.tv4play.se/program/kalla-fakta/12499380. Läst 27 mars 2020.